# Игра судбине — Љубав и казна
Игра судбине — Љубав и казна је девета сезона српске сапунице Игра судбине, која се од 8. марта 2025. приказује на телевизији Прва.

## Радња
Радња ове сезоне се дешава шест месеци после догађаја из претходне сезоне. Андрија Бошњак се, са супругом Јованом, вратио у Србију, и одлучио је да промени делатност Кан Капитала, и на супругин предлог, оснује лајфстајл магазин Донна, што директно утиче на Алексин пословни живот. Са друге стране, у Србију се након неколико година враћа Сара Бергер, психотерапеуткиња са нејасним намерама према породици Каначки (Ожеговић). Габријела, након Павловог одласка из земље са Уном, напредује у фирми и постаје Јованина десна рука, али и даље је заљубљена у Алексу, и спремна је на све да га освоји. Панчета први пут живи сама у кући, а након емотивног, на помолу је финансијски крах. 

## Продукција
Сезона је најављена крајем јануара 2025. године, када је више главних глумаца (Стеван Пиале, Драгана Мићаловић, Тијана Упчева, Милан Босиљчић, Матеа Милосављевић) најавило свој одлазак из серије. У фебруару је откривено да ће сезона почети да се емитује 8. марта, као и да се у њу враћају Бранимир Поповић и Бојана Ординачев у улогама Андрије и Јоване. Приликом емитовања је откривено да се Ивана Панзаловић вратила у серију у улози психотерапеуткиње Саре Бергер. Павле Поповић, Никола Ранђеловић и Мина Милићевић су у главној постави након епизодних улога у претходној сезони, а у случају Ранђеловића и у седмој сезони. 

## Улоге

### Главне
- Сандра Бугарски као Марица Панчетовић „Панчета”
- Лука Рацо као Алекса Ожеговић
- Тамара Белошевић као Габријела Вучковић
- Бане Поповић као Андрија Бошњак
- Бојана Ординачев као Јована Алексић
- Нина Мрђа као Ленка Велицки
- Кристина Савић као Олга Ожеговић
- Владан Савић као Иван Ожеговић
- Слободан Ћустић као Вукашин Сувобрк
- Бранко Бабовић као Мидо Пјановић
- Бојана Грабовац као Маријана Јовановић
- Марко Радојевић као Миле Писаров „Миле Купус”
- Јована Јелић као Вања Милатовић
- Дејан Цицмиловић као Милорад Тамбура „Мики”
- Ива Штрљић као Дијана
- Иван Иванов као инспектор Небојша Тамбура
- Сташа Радуловић као Гала Ждрал
- Тања Живковић као Каја
- Лора Орловић као Слободанка Марић „Боба”
- Барбара Петровић као Барбара Буха
- Елизабета Ђоревска као Биљана Вучковић
- Фуад Табучић као Жиле
- Ивана Панзаловић као Сара Бергер
- Никола Ранђеловић као Витомир
- Мина Милићевић као Наталија
- Павле Поповић као Горан Црнојевић

### Епизодне
- Немања Станојковић као Немања
- Милан Тошић као Лазар Жарић
- Наталија Кнежевић као Мина Лазић
- Филип Папрић као Дарко
- Марија Богдановић као Матеа
- Алекса Раичевић као Борис Димитријевић
- Бане Видаковић као Стеван
- Андор Ковач Немеш као Иштван Тот
- Дина Дедовић Tомић као Магда Тот
- Јелена Јокић као Анђела
- Душан Веселиновић као Вељко
- Милан Пајић као Паја Сорбона
- Милорад Радевић као Игор Хорват
- Предраг Дамњановић као адвокат
- Лидија Вукићевић као Милева Танкосић "Милевица"
- Стефан Станчић као Алекса Каначки "Акица"
- Ника Пановић као Дина Залад

## Епизоде
| Бр. у серији | Бр. у сезони | Назив                                                                     | Редитељ                          | Сценариста                                                   | Пpемијерно емитовање |
| --- | ------------ | ------------------------------------------------------------------------- | -------------------------------- | ------------------------------------------------------------ | -------------------- |
| 1352 | 1            | Јована и Андрија се враћају из Америке                                    | Милан Караџић и Станко Милошевић | Иван Јовановић, Нина Џувер, Стефан Андрeјић и Биљана Вујовић | 8. март 2025.        |
| У Кан капиталу влада напета атмосфера због новог часописа. Иако је тим поводом организована журка, изгледа да до ње ипак неће доћи јер су сви незадовољни готовим производом. Андрија и Јована Бошњак се враћају из Америке и појављују се на вратима Кан капитала. Док ће сви бити изненађени Јованином драстичном променом изгледа, Андрија ће Каначкима дати пословну понуду. |              |                                                                           |                                  |                                                              |                      |
| 1353 | 2            | Биљана је неутешна због Павловог одласка                                  | Милан Караџић и Станко Милошевић | Иван Јовановић, Нина Џувер, Стефан Андрeјић и Биљана Вујовић | 9. март 2025.        |
| У Кан капиталу и даље влада напета атмосфера - због проблема у штампарији прво издање часописа не излази на време... Иако сви желе да откажу велику промоцију часописа коју је Јована Бошњак организовала у бизнис клубу, она то одбија и појавиће се пред званицама као да је све у најбољем реду. Биљана тешко подноси Павлов одлазак, па све више пажње посвећује Габријели, којој то почиње да смета. У разговору са мајком говори јој како зна шта ради, као и да је свесна да је пала у депресију због одласка миљеника. Андрија Бошњак добија позив који неће моћи да одбије... |              |                                                                           |                                  |                                                              |                      |
| 1354 | 3            | Вукашин је шокиран што на својим вратима затиче Андрију                   | Милан Караџић и Станко Милошевић | Иван Јовановић, Нина Џувер, Стефан Андрeјић и Биљана Вујовић | 10. март 2025.       |
| Шта ће Андрији Вукашинове детективске услуге? Биљана даје Павлову ординацију Сари Бергер и то Габријела коментарише као интересантан потез. Горан остаје у Београду, потпуно сам. Након што се сазнало да је шарлатан, Сенка одлази у Америку, а Гала не жели ни да га погледа. Зато Горан тражи посао у Фејму. Вукашин се шокира када угледа Андрију Бошњака на вратима своје канцеларије... |              |                                                                           |                                  |                                                              |                      |
| 1355 | 4            | Панчета је утешкој финансијској ситуацији                                 | Милан Караџић и Станко Милошевић | Иван Јовановић, Нина Џувер, Стефан Андрeјић и Биљана Вујовић | 11. март 2025.       |
| Панчета покушава да реши проблем са финансијама тако што да планира да изда собу у кући, али наилази на нови проблем - нико се не јавља на оглас. Олга припрема изненађење за њега. Иако не изгледа одушевљено, она не одустаје од онога што му је припремила и говори му да се спреми. Горан договара састанак са Галом и то у Малдивима где ради Миле, који је био заљубљен у њу. Кад сазна кога Горан заправо чека, никако му неће бити право и то ће показати својим понашањем. Андрија позива Бобу на пиће и обавља са њом озбиљан разговор... |              |                                                                           |                                  |                                                              |                      |
| 1356 | 5            | Јована сазнаје ексклузиву од Дијане Ерски                                 | Милан Караџић и Станко Милошевић | Иван Јовановић, Нина Џувер, Стефан Андрeјић и Биљана Вујовић | 12. март 2025.       |
| Јована и Андрија Бошњак одлазе у "Фејм" на пиће, не слутећи да ће од Дијане Ерски, која седа за њихов сто, добити ексклузиву. Да ли ће Јована ту информацију искористити за објављивање приче у магазину, остаје нам да видимо... Каја долази у "Малдиве" како би обавила разговор са Милетом. Иако мисли да ће му саопштити лепе вести, Каја му говори нешто што му се неће свидети. Олга позива Ивана на пиће у бизнис клуб, међутим, он то одбија и она одлази сама. Тамо долази до ситуације која се никад није десила - сва места су заузета и Олга мора да седне за исти сто са још једном особом, а у питању је Биљана... Да ли ће покренути разговор који би могао да открије велике тајне из прошлости, ускоро ћемо сазнати. Заједничко време Ленке и Алексе прекида гост који се изненада појављује на вратима виле... |              |                                                                           |                                  |                                                              |                      |
| 1357 | 6            | Боба од Вукашина сазнаје нешто што није знала о Андрији Бошњаку           | Милан Караџић и Станко Милошевић | Иван Јовановић, Нина Џувер, Стефан Андрeјић и Биљана Вујовић | 13. март 2025.       |
| Габријела долази код Алексе у канцеларију и отворено га пита због чега је избегава откад се запослила у његовој фирми. Боба од Вукашина сазнаје нешто што ни она није знала о Андрији Бошњаку, који је сматра својом десном руком. Каја од Милета тражи да да отказ у "Малдивима", а како је Горан чуо њихов разговор долази на идеју да управо он буде нови конобар у кафићу. Одмах стаје иза шанка и пред Панчетом покушава да се докаже као одличан радник. Андрија жели о нечему важном да разговара са Јованом... |              |                                                                           |                                  |                                                              |                      |
| 1358 | 7            | "Зашто си толико дуго чекао да урадиш све ово?"                           | Милан Караџић и Станко Милошевић | Иван Јовановић, Нина Џувер, Стефан Андрeјић и Биљана Вујовић | 14. март 2025.       |
| Витомир обавља озбиљан разговор са Јованом и поставља јој ултиматум - или ће нешто да се промени или он даје отказ. Андрија преко Јованиног магазина покушава да обави један посао, међутим, наилази на препреку - не слаже се са његовим предлогом јер сматра да је она та која треба да донесе пословну одлуку. Иако на послу влада радна атмосфера, Боба и Ленка примећују да им недостају Дебељко и Добрица... Панчета мисли да јој Вукашин ешто прећуткује и то јој се никако не допада. У разговору са њим покушава да извуче све информације. Алекса је сумњичав у погледу пословне сарадње са Андријом и занима га само једно - зашто је толико дуго чекао да уради неке ствари... |              |                                                                           |                                  |                                                              |                      |
| 1359 | 8            | "Да ли на то могу да рачунам?!"                                           | Милан Караџић и Станко Милошевић | Иван Јовановић, Нина Џувер, Стефан Андрeјић и Биљана Вујовић | 16. март 2025.       |
| Панчета има утисак да јој се породица поново распада и због тога јој се срце цепа. Ипак, осећај немоћи и бриге неће је дуго држати, јер ће Мидо у њој изазвати потпуно другу врсту емоција - бес! Без обзира на Панчетино варничење, Мидо не одустаје од пкушаја да јој објасни, али и изазове њено сажаљење. Подршку за оно што јој је потребно, Јована покушава да добије на вечери... Алекса је забринут због Лулета који је добио температуру... |              |                                                                           |                                  |                                                              |                      |
| 1360 | 9            | Боба постаје Јованина секретарица                                         | Милан Караџић и Станко Милошевић | Иван Јовановић, Нина Џувер, Стефан Андрeјић и Биљана Вујовић | 17. март 2025.       |
| Боба постаје Јованина секретарица и добија нову канцеларију. Ову ситуацију Вања ће искористити као би понижавала Бобу и са њом улази у расправу... Ленку ће изненадити Јованин однос према њој, али у негативном смислу. Иако јој је потребна услуга од Јоване, Ленка наилази на Јованино одбијање и негативан одговор. Јована мисли да Андрија нема поверење у њу и да је због тога послао Бобу у њен тим... |              |                                                                           |                                  |                                                              |                      |
| 1361 | 10           | "Зар после свега, Панчета?"                                               | Милан Караџић и Станко Милошевић | Иван Јовановић, Нина Џувер, Стефан Андрeјић и Биљана Вујовић | 18. март 2025.       |
| Панчета има љубавне проблеме. Габријела је дошла код Саре по кирију, а психотерапеуткиња јој се жали како има проблема у послу и да није све онако како је планирала. Каја и Панчета разговарају о љубавним јадима. Док Панчета има проблем са Мидом, Каја има са Милетом. Проблеми муче и Анрију, али на пословном плану и жали се Јовани, која је дошла са питањем како ће да изгледа нова насловна страна магазина. Панчета је звала Мида на разговор... |              |                                                                           |                                  |                                                              |                      |
| 1362 | 11           | Биљана се одаје алкохолу после Павловог одласка                           | Милан Караџић и Станко Милошевић | Иван Јовановић, Нина Џувер, Стефан Андрeјић и Биљана Вујовић | 19. март 2025.       |
| Биљана у алкохолу проналази утеху због Павловог одласка... Иако су стабилизовали свој однос и оставили проблеме иза себе, Олга доноси одлуку да обави озибљан разговор са Иваном. Ленка је нерасположена због непријатне ситуације коју је имала са Јованом, а о томе искрено прича са Галом, која јој пружа подршку. У Фејму избија свађа између Тамбуре и Мида, који му у лице говори да са њим не жели да прича о својим проблемима. |              |                                                                           |                                  |                                                              |                      |
| 1363 | 12           | Биљанино ментално здравље се погоршава                                    | Милан Караџић и Станко Милошевић | Иван Јовановић, Нина Џувер, Стефан Андрeјић и Биљана Вујовић | 20. март 2025.       |
| Биљана тешко подноси Павлов одлазак. Иако је у почетку покушавала у алкохолу да пронађе спас због Павловог одласка, Биљанино ментално здравље се погоршава... Олга и Иван схватају да се њихов однос драстично променио у односу на сам почетак љубави, што их доводи до озбиљног разговора. Пред њима су две опције - или се разилазе или ће дати све од себе да пронађу емоцију која их је увек враћала једно другом. Покушаће да реше неразумевање у односу и својој љубави дају нову шансу. Маријана у разговору са Алексом признаје да би волела да се запосли у Јованином магазину, међутим, добија негативан одговор који ће је разочарати. Неутешна одлази у Фејм како би попила пиће, а тамо је чека Дијана Ерски која ће одмах покушати из ње да извуче све информације... |              |                                                                           |                                  |                                                              |                      |
| 1364 | 13           | "Не знам како си могла то да сакријеш од мене"                            | Милан Караџић и Станко Милошевић | Иван Јовановић, Нина Џувер, Стефан Андрeјић и Биљана Вујовић | 21. март 2025.       |
| Алекса сазнаје нешто што је Ленка сакрила од њега и пита се како је тако нешто могла да сакрије од њега. Јованин магазин није направио резултате какве су сви очекивали, што се Алекси никако неће свидети. Када му Вања саопшти да су приходи занемарљиви и када погледа извештај, доноси одлуку да обави разговор са Јованом. Панчета жели да разговара са Мидом, са којим је већ неко време на "ратној нози". Од Милета сазнаје информацију која јој се неће свидети - Мидо се помирио са Тамбуром и проводи време у Фејму. Управо га тамо и затиче како пије... |              |                                                                           |                                  |                                                              |                      |
| 1365 | 14           | Вања је трачара и наравно да све преноси Габријели                        | Милан Караџић и Станко Милошевић | Иван Јовановић, Нина Џувер, Стефан Андрeјић и Биљана Вујовић | 22. март 2025.       |
| Габријела је свесна да Вањи ништа не може да промакне. Вања је чула Алексину и Ленкину свађу, и све препричала Габријели, којој је јасно да је Вања трачара и да ништа не може да јој промакне. Габријела јесте тражила од Саре да помогне Биљани, али Биљана и сама долази код ње у ординацију и тражи помоћ! Каја долази у Малдиве нерасположена и Милета занима шта јој је. Олга и Иван одлазе на рок журку, али Иван доживљава шок када угледа стајлинг своје жене. Пошто је Горан почео да ради у Малдивима као конобар, Миду се чини да га познаје. Ленка избегава сваки контакт са Алексом... |              |                                                                           |                                  |                                                              |                      |
| 1366 | 15           | У фирми не престаје да се прича о Ленконој и Алексиној свађи              | Милан Караџић и Станко Милошевић | Иван Јовановић, Нина Џувер, Стефан Андрeјић и Биљана Вујовић | 23. март 2025.       |
| Вања је урaдила "добар" посао и свима проширила трач! Јована чека Андрију да дође кући, како би му се пожалила после напорног дана у фирми. Вања је толика трачара да, чим је дошла Ленка на посао, пред свима ју је питала да ли се осећа добро због свађе са Алексом. Вања и Габријела коментаришу Алексу, као мушкарца. Поготово Вања, али ни Габријела не штеди на речима. О свађи Ленке и Алексе је чула чак и Боба, која Ленки даје савет да се мало смири. Ленка се још више нервира јер не може да верује да се у фирми само прича о њеним љубавним проблемима, уместо да се ради. Габријела долази код Саре у ординацију и моли је да ослободи распоред до краја дана, али терапеуткињи није јасно шта то значи за њену каријеру... |              |                                                                           |                                  |                                                              |                      |
| 1367 | 16           | Да ли Каја може да остане у другом стању?                                 | Милан Караџић и Станко Милошевић | Иван Јовановић, Нина Џувер, Стефан Андрeјић и Биљана Вујовић | 24. март 2025.       |
| Каја одлази на преглед код лекара и сазнаје да ли може да остане у другом стању. У Фејму долази до Небојшиног и Микијевог сусрета који неће проћи баш како треба... Када му Мики саопшти да жели да га упозна са једном девојком, Тамбура тотално побесни на оца, јер мисли да није способан да сам направи такав корак. Алексу ће нечија посета непријатно изненадити... |              |                                                                           |                                  |                                                              |                      |
| 1368 | 17           | "Шта се то дешава између Јоване и Алексе?"                                | Милан Караџић и Станко Милошевић | Иван Јовановић, Нина Џувер, Стефан Андрeјић и Биљана Вујовић | 25. март 2025.       |
| Алекса тражи Вукашинову помоћ. Јована запошљава Сару као хонорарног колумнисту у свом магазину, а ова вест се никако неће свидети Алекси, који са Саром има нерашчишћене рачуне из прошлости. Након што упадне у Јованину канцеларију и прекине њен разговор са Саром, даје све од себе да сазна који проблем постоји међу њима. Каја сазнаје да је са њеним здрављем све у реду и да не постоји препрека да постане мајка, међутим, лекар саветује да и Миле обави детаљан преглед како би били сто посто сигурни. Састају се у Малдивима и саопштава му препоруку лекара... Витомир у разговору са Вањом говори о великом скандалу за који не може да верује да се дешава. Андрија покушава да сазна шта се дешава између Јоване и Алексе... |              |                                                                           |                                  |                                                              |                      |
| 1369 | 18           | Јована једним потезом прави тотални хаос у фирми                          | Милан Караџић и Станко Милошевић | Иван Јовановић, Нина Џувер, Стефан Андрeјић и Биљана Вујовић | 26. март 2025.       |
| Јована одлуком да запосли Сару као хонорарног колумнисту прави тотални хаос у фирми и "избија рат" на две стране - у односу са Алексом, али и у односу са Витомиром. Витомир је недавно разговарао са Јованом и изразио своју жељу са напредовањем, међутим, она је то одбила и у фирму довела психотерапеуткињу Сару, која и са Алексом има нерашчишћене рачуне из прошлости. Јована ће овом одлуком посебно повредити Витомира који прети отказом... Панчета се одлично сналази у улози инфлуенсерке магазина Дона, али тога није ни свесна. Све ће се променити када је Гала и Ленка са аплаузом и овацијама дочекају у Малдивима и пред свима јој честитају на одлично обављеном послу. |              |                                                                           |                                  |                                                              |                      |
| 1370 | 19           | Витомир губи стрпљење и упада у Јованину канцеларију                      | Милан Караџић и Станко Милошевић | Иван Јовановић, Нина Џувер, Стефан Андрeјић и Биљана Вујовић | 27. март 2025.       |
| Андрија позива Алексу на ручак како би обавили важан разговор... Јована је незадовољна Алексиним понашањем у фирми и о томе отворено разговара са Андријом, а да ли је то управо разлог њиховор сурета, сазнаћемо у вечерашњој епизоди. Каја од лекара сазнаје да је са њом све у реду и да може да остане трудна, али јој није јасно како до тога још увек није дошло, с обзиром да раде на томе. Доктор јој саветује да Миле обави преглед, што ће њега толико уплашити да ће позвати Мида и Горана како би са њима о томе резговарао. Витомир губи стрпљење и упада у Јованину канцеларију - жели хитан разговор... |              |                                                                           |                                  |                                                              |                      |
| 1371 | 20           | Да ли ће Јована покварити Алексин однос са Андријом?                      | Милан Караџић и Станко Милошевић | Иван Јовановић, Нина Џувер, Стефан Андрeјић и Биљана Вујовић | 28. март 2025.       |
| Андрија позива Алексу на пиће како би покушао да реши његов проблем са Јованом, међутим, наилази на реакцију којој се није надао. Алекса не попушта у свом ставу према Јовани и Андрији и поручује да њено понашање прелази границу. Ту се неће зауставити, па ће у једном моменту доћи и до њиховог препирања. Да ли ће ово пореметити њихову пословну сарадњу, сазнаћемо ускоро... Изгледа да психотерапија на коју је Биљана кренула даје позитивне резултате, јер већ даје све од себе како би поправила однос са Габријелом, коју је цео живот стављала у други план. |              |                                                                           |                                  |                                                              |                      |
| 1372 | 21           | Маријана се заљубљује у Небојшу Тамбуру                                   | Милан Караџић и Станко Милошевић | Иван Јовановић, Нина Џувер, Стефан Андрeјић и Биљана Вујовић | 29. март 2025.       |
| Андрија добија хитан позив од Вукашина... Маријана долази у Фејм у нади да ће тамо да сретне Небојшу у ког се заљубљује на први поглед. Међутим, тренутно је њен једини проблем тај што Тамбура није заинтересован за њу, иако би Мики волео да споји сина баш са Маријаном. Горан покушава да наговори Мида да реновира Малдиве и да од тог кафића направи модерно место за окупљање, јер сматра да су пропали. Ипак, Мидо тешко прихвата тај његов предлог и одбија да то уради... Андрија након обављеног разговора са Алексом кући долази видно нерасположен, а Јовану занима само једно - на чијој је страни, Алексиној или њеној. Биљана и Олга се састају у Фејму... |              |                                                                           |                                  |                                                              |                      |
| 1373 | 22           | "Нисам дошла да причамо о ботаници и фенг шуију"                          | Милан Караџић и Станко Милошевић | Иван Јовановић, Нина Џувер, Стефан Андрeјић и Биљана Вујовић | 30. март 2025.       |
| Ленка и Јована коначно очи у очи. Ленка је дошла да разговара са Јованом, која као да избегава тему питајући је како јој се допада њена нова биљка. Каја пита Милета Купуса када ће да иде код лекара. С обзиром на то да он крије одлазак на преглед, окреће причу у другом смеру. Маријана је дошла у "Фејм", а Дијана нуди да јој прави нови коктел. Андрија и Вукашин воде озбиљан разговор. |              |                                                                           |                                  |                                                              |                      |
| 1374 | 23           | Жиле се појављује на вратима Фејма                                        | Милан Караџић и Станко Милошевић | Иван Јовановић, Нина Џувер, Стефан Андрeјић и Биљана Вујовић | 31. март 2025.       |
| У магазину Дона и даље влада напета атмосфера... Андрија се и даље налази између две ватре - са једне стране је Јована, а са друге Алекса, који му је много драг. Ипак, Јована не одустаје од својих одлука и принципа, што додатно уноси хаос у радно окружење. Сарина ординација се налази на мети провалника... Мидо се са Букетом цвећа појављује на Панчетиним вратима у нади да ће изгладити однос са њом. Међутим, уследиће ситуација којој се Мидо није надао - Панчета је алергична на цвеће које јој поклања. На Тамбуриним вратима се појављује Жиле, његов блиски сарадник из прошлости... |              |                                                                           |                                  |                                                              |                      |
| 1375 | 24           | Да ли ће Сара оптужити Алексу за провалу у ординацију?                    | Милан Караџић и Станко Милошевић | Иван Јовановић, Нина Џувер, Стефан Андрeјић и Биљана Вујовић | 1. април 2025.       |
| Сара затиче разбацане ствари у својој ординацији и одемах схвата да је била мета провалника, због чега позива полицију. Небојша Тамбура излази на терн и Сари поставља питања која би могла да му помогну у истрази. Једно од њих гласило је - да ли има неког непријатеља? Да ли ће Сара искористити ову ситуацију да оптужи Алексу, остаје нам да видимо. Габријели стиже порука која ће је оставити у шоку... Алекса добија важан позив од Тамбуре, који га позива како би разговарали о нечему важном. Иако га Алекса позива у своју канцеларију, Небојша му говори да морају да се виде на мирном и безбедном месту... |              |                                                                           |                                  |                                                              |                      |
| 1376 | 25           | "Сигурно је неко хтео да науди мом Павлу"                                 | Милан Караџић и Станко Милошевић | Иван Јовановић, Нина Џувер, Стефан Андрeјић и Биљана Вујовић | 2. април 2025.       |
| Панчета се у лошем стању појављује у Малдивима и моли за помоћ. Биљана одлази на разговор код Саре и затиче хаос у ординацији. Тада сазнаје да је неко провалио и да је у овом случају обавештена полиција. Биљану ће ово сазнање много да узнемири, јер мисли да је неко хтео да науди њеном Павлу... Сара оптужује Алексу да је провалио у ординацију и украо документа, због чега се Небојша Тамбура одмах упућује код њега како би обавили информативни разговор. Отворено га пита да ли он стоји иза свега... |              |                                                                           |                                  |                                                              |                      |
| 1377 | 26           | "Мораш да се лечиш"                                                       | Милан Караџић и Станко Милошевић | Иван Јовановић, Нина Џувер, Стефан Андрeјић и Биљана Вујовић | 3. април 2025.       |
| Биљанино ментално здравље се погоршава након што је непозната особа провалила у Сарину канцеларију. Биљана мисли да иза свега стоји неко ко је хтео да науди Павлу и у страху је да ће провалник да се врати. Габријела не може да поднесе њено понашање и говори јој да треба да се лечи, на шта јој она одговара да је са тим већ почела... Панчета тражи савет од Каје. И даље је муче љубавни проблеми са Мидом и не зна шта да уради како би то решила. У Фејму долази до Андријиног сусрета са Микијем Тамбуром... |              |                                                                           |                                  |                                                              |                      |
| 1378 | 27           | Да ли ће магазин Дона бити оптужен за корупцију?                          | Милан Караџић и Станко Милошевић | Иван Јовановић, Нина Џувер, Стефан Андрeјић и Биљана Вујовић | 4. април 2025.       |
| У магазину Дона влада напета атмосфера, а овог пута фирма би могла да се нађе у озбиљном проблему - оптужена за корупцију. Биљана на терапији са Саром разговара о свађи са Габријелом, за коју каже да нема разумевања за њу. Иако се Биљанино ментално здравље погоршало након што је неко провалио у Сарину ординацију, мислећи да је на тај начин желео да науди Павлу, на терапији то не признаје, већ само говори о Габријели, и то у негативном контексту. Каја примећује да се Миле чудно понаша и није јој јасно шта се дешава. С обзиром да се тако понаша углавном када нешто крије од ње, поставља се питање да ли је тако и сада или ће јој можда саопштити да је посетио лекара... Панчета организује прославу на коју ће позвати и Мида... Барбара долази у полицијску станицу где обавља разговор са Небојшом Тамбуром. У почетку се понаша као да су на пићу, али убрзо Тамбура показује зубе и професионално поступа тражећи од ње само једно - да јој каже где је била у време провале у Сарину ординацију. |              |                                                                           |                                  |                                                              |                      |
| 1379 | 28           | Панчета остаје без награде магазина Дона                                  | Милан Караџић и Станко Милошевић | Иван Јовановић, Нина Џувер, Стефан Андрeјић и Биљана Вујовић | 5. април 2025.       |
| Углед магазина Дона је на климавим ногама и то све због уцене Дијане Ерски... Разочарана што није победила на такмичарском конкурсу магазина Дона, Дијана показује своју оштру страну и осуђује фирму за корупцију, због чега Јована доноси одлуку да одузме Панчети награду и да је уручи управо Дијани Ерски. Наталија баца око на Витомира, а иако јој је шеф, то је не спречава да му покаже емоције које гаји према њему... Панчета организује велико породично окупљање у својој кући, а поред богате трпезе и добре атмосфере, тамо ће се наћи и Мидо, са којим је већ дуже време у свађи. Да ли ће их ово зближити, остаје нам да видимо. Андрија Бошњак добија важан позив... |              |                                                                           |                                  |                                                              |                      |
| 1380 | 29           | Андрија добија важан позив који ће га оставити у шоку                     | Милан Караџић и Станко Милошевић | Иван Јовановић, Нина Џувер, Стефан Андрeјић и Биљана Вујовић | 7. април 2025.       |
| Биљана не може да се опорави од Павловог одласка, а утеху проналази у алкохолу. Иако јој је у једном моменту било боље захваљујући психотерапији на коју иде код Саре, све пада у воду када сазна да је у њену ординацију неко провалио. Тај догађај повезује са Павлом и плаши се да је неко желео да му науди. Међутим, Биљану ће у касне сате изненадити Павлов позив, а да ли ће је разговор са њом смирити, остаје нам да видимо. Вукашин долази у фирму како би разговарао са Бобом, која са њим не жели да разговара јер само прича о послу, Каначкима и Ожеговићима. Ипак, он неће одустати тако лако и долази да јој се извини. Андрија добија позив који ће га оставити без речи... Витомир долази код Јоване у канцеларију и у бесу јој свашта говори, а оно што ће је највише разбеснети јесте да од часописа Дона нема ништа. |              |                                                                           |                                  |                                                              |                      |
| 1381 | 30           | "Дајем отказ"                                                             | Милан Караџић и Станко Милошевић | Иван Јовановић, Нина Џувер, Стефан Андрeјић и Биљана Вујовић | 8. април 2025.       |
| Јована покушава да смири Витомира, али он не одустаје од своје одлуке. Вукашин свраћа до магазина како би разговарао са Бобом, али она нема времена да води дуге разговоре. Драго јој је што га види на својим вратима, али он очигледно не зна како да изрази своје емоције. Јована "притиска" Витомира да што пре објави текст, али он има проблема са фотографијама. Фотограф са којим се нашао у бизнис клубу ипак не жели да му да. Због тога, Витомир упада у Јованину канцеларију и даје отказ! Јована покушава да га одврати од те идеје, а томе присуствује и Наталија пред којом Витомир саопштава Јовани да она нема право да се према својим радницима понаша као да су бело робље. Дијана долази у "Дону", по своју награду, али Ленка и Гала нису баш срећне због тога, будући да знају да је све то била намештаљка и да је та награда требало да оде у Панчетине руке. |              |                                                                           |                                  |                                                              |                      |
| 1382 | 31           | Дијана Ерски преузима награду коју је освојила у магазину                 | Милан Караџић и Станко Милошевић | Иван Јовановић, Нина Џувер, Стефан Андрeјић и Биљана Вујовић | 9. април 2025.       |
| Дијана Ерски преузима награду коју је освојила захваљујући уценама које је упутила запосленима у магазину Дона. Јована обавештава Габријелу и Вању о Витомировој одлуци да даје отказ, а иако се она не потреса много око тога, запослени остају у шоку због овог његовог потеза. Габријела полако, али сигурно постаје "црна овца" у колективу и то све због одличне сарадње коју има са Јованом. Ленки и Гали то видно почиње да смета, што ће између редова и покушати да јој кажу... |              |                                                                           |                                  |                                                              |                      |
| 1383 | 32           | Панчета добија нове станаре?                                              | Милан Караџић и Станко Милошевић | Иван Јовановић, Нина Џувер, Стефан Андрeјић и Биљана Вујовић | 10. април 2025.      |
| Панчета се озбиљно бацила на посао да пронађе нове станаре како би решила проблем са финансијама, а у томе јој помаже Каја, која заједно са њом врши одабир кандидата. Иапк, на крају дана, када су већ уморне од силних разговора које су водиле са особама које су се јавиле на оглас, Панчети се на вратима појављује неко ко ће је одмах одушевити, а да ли ће управо они постати њени нови станари, остаје нам да видимо. Миле је коначнос купио храброст да оде код лекара на преглед, а о томе разговара са Кајом, која није крила колико је поносна на њега и срећна што је на крају донео исправну одлуку. Биљана жели отворено да поразговара са Габријелом, а све са циљем да јој призна да већ неко време иде на психотерапију код Саре... |              |                                                                           |                                  |                                                              |                      |
| 1384 | 33           | Ко се то појављује на вратима Микија Тамбуре?                             | Милан Караџић и Станко Милошевић | Иван Јовановић, Нина Џувер, Стефан Андрeјић и Биљана Вујовић | 11. април 2025.      |
| Мики Тамбура неће крити колико је забринут због посете једне особе која се појављује на вратима Фејма... Андрија у Фејму затиче Сару у друштву Жилета, Микијевог блиског сарадника. Да ли ће због тога желети да обави разговор са Јованом, јер можда мисли да је Сара "кртица" у фирми, остаје нам да видимо. Небојша долази код Саре, а њу занима само једно - да ли је сазнао ко јој је провалио у ординацију. У Панчетину кућу се усељавају нови станари - Мина и Дарко... |              |                                                                           |                                  |                                                              |                      |
| 1385 | 34           | "Значи ипак нешто да ми кажеш"                                            | Милан Караџић и Станко Милошевић | Иван Јовановић, Нина Џувер, Стефан Андрeјић и Биљана Вујовић | 13. април 2025.      |
| Андрија обавља разговор са Јованом, а она сада мора да донесе радикалне одлуке које се тичу Доне. После Милетовог испада, Панчета одлучује да заведе ред и саопштава му да је веома забринута због његовог понашања. Очекујући Барбару, Вукашин ће бити веома изненађен када на вратима затекне полицајца. Ипак, када се Барбара коначно појави, одмах ће је "убацити у ватру" и послати на важан задатак... Алекса долази кући и затиче Маријану у хаосу. После његовог инсистирања, она ће имати шта да му каже... |              |                                                                           |                                  |                                                              |                      |
| 1386 | 35           | Стижу резултати Милетовог теста                                           | Милан Караџић и Станко Милошевић | Иван Јовановић, Нина Џувер, Стефан Андрeјић и Биљана Вујовић | 14. април 2025.      |
| Јована тражи помоћ од Андрије... Магазин је у великом финансијком проблему, а због недостатка радне снаге излазак новог броја могао би да касни, што никако не сме да се деси. Јована је сатерана у ћошак и од Андрије тражи помоћ и подршку у послу, како би фирма опстала на ногама. Јована схвата да је направила грешку када је допустила да Витомир да отказ и због тога га позива на разговор, како би покушала да га наговори да се врати на посао. Мина и Дарко прихватају Милетов позив и долазе у Малдиве, а тамо ће их сачекати право изненађење - Миле, који жели да сазна све о њима, а посебно колико плаћају кирију код Панчете. Андрија се састаје са Алексом у бизнис клубу и саопштава му нешто што му се неће никако допасти... Стижу резултати Милетовог теста... |              |                                                                           |                                  |                                                              |                      |
| 1387 | 36           | Дарко претура по Панчетиним стварима                                      | Милан Караџић и Станко Милошевић | Иван Јовановић, Нина Џувер, Стефан Андрeјић и Биљана Вујовић | 15. април 2025.      |
| Витомир се враћа на посао. Алекса видно нерасположен долази кући након разговора са Андријом Бошњаком и жели да прича са Ленком о нечему што га мучи већ неко време. Габријела долази код Саре и говори јој да не воли када јој људи раде иза леђа... Миле је под великим притиском због резултата прегледа који је обавио, а о чему још није скупио храбрости да разговара са Кајом. У једном моменту "пуца" и сав бес искаљује на Кају, која ће на крају због њега завршити у сузама. Панчета ће ухватити Дарка како јој претура по стварима... |              |                                                                           |                                  |                                                              |                      |
| 1388 | 37           | У магазину Дона избија прави скандал                                      | Милан Караџић и Станко Милошевић | Иван Јовановић, Нина Џувер, Стефан Андрeјић и Биљана Вујовић | 16. април 2025.      |
| Дарко се налази у озбиљном проблему због претурања по Панчетиним стварима. Рат између Вукашина и Тамбуре се наставља... Иако је Витомиров повратак изгледао као да долазе бољи дани за магазин Дона, то се изгледа неће десити, бар не за сада... У магазину избија прави скандал након што је победа на конкурсу одузета Панчети и предата у руке Дијане Ерски. Панчета је снимком којим је освојила прво место, заправо освојила срца читалаца, због чега се маса људи појављује у фирми скандирајући "хоћемо Панчету". Вукашин са Бобом долази у бизнис клуб где је за њу припремио изненађење - романтичну вечеру... |              |                                                                           |                                  |                                                              |                      |
| 1389 | 38           | "Волео бих да спавам са тобом"                                            | Милан Караџић и Станко Милошевић | Иван Јовановић, Нина Џувер, Стефан Андрeјић и Биљана Вујовић | 17. април 2025.      |
| Јована тражи помоћ од Вукашина - ради се о безбедности... Панчета добја позив од Гале која јој саопштава да треба да дође у магазин Дона на разговор за посао, јер су читаоци одушевљени њеним снимком и желе стално да је гледају. Овај позив могао би Панчети коначно да промени живот на боље. Вања се састаје са Габријелом у Фејму, а том приликом јој отворено говори да мисли да седи на две столице, што се Габријели никако неће свидети. Тек што се уселио у Панчетину кућу, Дарко већ има проблем - пропао му је кревет. Иако је Панчету замолио за помоћ, она га је преусмерила на Милета, који одбија одмах да му поправи кревет. Дарко долази на идеју која ће Мину оставити у шоку - говори јој да жели да спава са њом. Горан ће покушати да обави разговор са Милетом, како би му олакшао тежак период кроз који пролази, међутим, наилази на његову бурну реакцију. Иако само Горан зна да Миле не може да има децу, он ће одбијати са њим о томе да разговара. |              |                                                                           |                                  |                                                              |                      |
| 1390 | 39           | Да ли је Панчета спремна на ово?                                          | Милан Караџић и Станко Милошевић | Иван Јовановић, Нина Џувер, Стефан Андрeјић и Биљана Вујовић | 18. април 2025.      |
| Панчета добија нову фризуру и сада је спремна за разговор на посао у Дони. То мисли и Јована, која признаје Панчети да је јака и самоуверена жена која воли себе управо оно што треба магазину Дона. А да ли то исто мисли и Панчета? Због љубавног краха који је претрпео, Миле сада наставља да мрачи и друге људе, а први на његовој листи је несрећни Дарко. Са информацијама које има, Вукашин одлази директно код Небојше у полицијску станицу на разговор. Недуго затим, Небојша се у бизнис клубу састаје са својим старим другом... |              |                                                                           |                                  |                                                              |                      |
| 1391 | 40           | "Маца појела језик, а?"                                                   | Милан Караџић и Станко Милошевић | Иван Јовановић, Нина Џувер, Стефан Андрeјић и Биљана Вујовић | 19. април 2025.      |
| Тамбура и Жиле се срећу у ресторану и Жиле одмах прелази на ствар. Тема коју је Жиле спремио ни мало се неће допасти Тамбури, који полако почиње да губи живце. Након успешно обаљеног посла са Јованом, Панчета брже-боље одлази код Алексе да са њим подели лепе вести. После њега, на ред долази и Мидо који је шокиран Панчетиним новим изгледом! Гала на столу затиче букет цвећа, али шта ће бити када види цедуљу? Када јој Миле коначно саопшти оно што га дуже време мучи, Каја неће моћи да поверује својим ушима. |              |                                                                           |                                  |                                                              |                      |
| 1392 | 41           | "Почели су да се распитују за нас..."                                     | Милан Караџић и Станко Милошевић | Иван Јовановић, Нина Џувер, Стефан Андрeјић и Биљана Вујовић | 20. април 2025.      |
| Раскринкавање Саре Бергер! Каја долази уплакана код Панчете и тражи утеху. Јована и Андрија одалзе на романтичну вечеру. Андрија покушава да је опусти, говорећи јој да је ово вечера једног заљубљеног пара, али Јована само чека када ће он да је "заскочи" са новим пословним захтевом. Људи почињу да распитују о Сари Бергер и коначно почиње њено раскринкавање. Долази човек који је њен директни савезник... Вукашин одлучује да се коначно посвети љубавној вези са Бобом. Габријела и Ленка завршавају на пићу, где покрећу теме које нису могле преко телефона... |              |                                                                           |                                  |                                                              |                      |
| 1393 | 42           | "Јеси ли ти успео да се некако избориш за ту своју правду?"               | Милан Караџић и Станко Милошевић | Иван Јовановић, Нина Џувер, Стефан Андрeјић и Биљана Вујовић | 21. април 2025.      |
| Вукашин добија неочекивану посету од Стевана. Габријела и Ленка настављају своје занимљиве теме. Панчета улеће бесно Милету у собу који јој говори како га је препала. Ипак она не обраћа пажњу на то, већ га упозорава да се неће извући са тугаљивом причом. Иван је дошао да направи са Мидом договор. |              |                                                                           |                                  |                                                              |                      |
| 1394 | 43           | Миле напушта Панчетину кућу                                               | Милан Караџић и Станко Милошевић | Иван Јовановић, Нина Џувер, Стефан Андрeјић и Биљана Вујовић | 22. април 2025.      |
| Миле се сели из Панчетине куће након раскида са Кајом. Иван долази код Мида да се договоре око детаља везаних за Олгин и његов наступ у Малдивима, међутим, прави шок уследиће када схвати да Мидо не зна о чему он заправо прича. Конкурс за новинаре у магазину Дона не даје најбоље резултате. Иако је Јована дала све од себе како би Витомира вратила на посао, у нади да ће се нестабилна ситуација у фирми поправити, то се за сада још увек није десило, што јој се никако неће свидети. Дарко одалзи у Фејм како би разговарао са Микијем Тамбуром. Сара упада у Алексину канцеларију и прави хаос... |              |                                                                           |                                  |                                                              |                      |
| 1395 | 44           | Дарко затиче Мину без свести                                              | Милан Караџић и Станко Милошевић | Иван Јовановић, Нина Џувер, Стефан Андрeјић и Биљана Вујовић | 23. април 2025.      |
| Миле после раскида са Кајом напушта Панчетину кућу и сели се у Малдиве. Дарко добија посао код Микија Тамбуре, који му је поставио услов на који је морао да пристане како би могао да ради за њега. Небојша ће тотално побеснети када му на врата покуца Маријана. Иако је мислила да ће га тим потезом орасположити, долази до његове потпуно неочекиване реакције - није му јасно како је сазнала где станује. Дарко затиче Мину на поду без свести... У вили Каначких избија жучна расправа између Ленке и Алексе и то због Габријеле... |              |                                                                           |                                  |                                                              |                      |
| 1396 | 45           | Ленка сазнаје шта се десило између Габријеле и Алексе?                    | Милан Караџић и Станко Милошевић | Иван Јовановић, Нина Џувер, Стефан Андрeјић и Биљана Вујовић | 24. април 2025.      |
| Алексина бурна реакција када угледа Габријелу у својој кући, код Ленке буди сумњу да се између њих нешто десило. Небојша у Фејму затиче Сару и Микија Тамбуру... У магазин Дона долазе два новинара на разговор за посао, међутим, Витомир неће бити одушевљен. Андрија се састаје са Бобом у бизнис клубу и од ње сазнаје важне информације везане за пословање фирме. Након тога, одлази код Алексе и од њега тражи објашњење због чега је решио да "удара испод појаса". Алекса обавља озбиљан разговор са Габријелом... |              |                                                                           |                                  |                                                              |                      |
| 1397 | 46           | "Мислим да имате нешто моје"                                              | Милан Караџић и Станко Милошевић | Иван Јовановић, Нина Џувер, Стефан Андрeјић и Биљана Вујовић | 25. април 2025.      |
| Андрија долази у фирму како би обавио озбиљан разговор са Алексом. Иако Алекса не зна о чему Андрија прича, он га оптужује за одбијање одговорности и "ударање испод појаса". Небојша затиче Сару и Микија Тамбуру у Фејму... Алекса ће тотално побеснети када сазна да је Ленка та која би могла да стоји иза писмакоје стигло Сари Бергер, а која је за то оптужила Алексу. Сара долази код Вукаашина у агенцију и поручује му да мисли да има нешто што њој припада... Панчета ће тотално побеснети и направиће хаос када сазна да се Дарко запослио код Микија Тамбуре. |              |                                                                           |                                  |                                                              |                      |
| 1398 | 47           | "Могла си да ме убијеш"                                                   | Милан Караџић и Станко Милошевић | Иван Јовановић, Нина Џувер, Стефан Андрeјић и Биљана Вујовић | 26. април 2025.      |
| У Малдивима се одржава Олгин и Иванов наступ на који сви долазе, па чак и Панчетини нови станари - Мина и Дарко. Горан неће крити колико је очаран Минином лепотом, а Панчета ће дати све од себе како би спречила да међу њима буде нешто више од разговора. Сара Бергер долази код Вукашина и отворено му говори да је чула да се распитује о њој, што јој се никако не допада. Током њиховог разговора у агенцију улази Барбара, коју је Сара у прошлости отровала и због које се борила за живот. Ова ситуација ће додатно закомпликовати целу ситуацију. |              |                                                                           |                                  |                                                              |                      |
| 1399 | 48           | "Чула сам да се бавиш хуманитарним радом"                                 | Милан Караџић и Станко Милошевић | Иван Јовановић, Нина Џувер, Стефан Андрeјић и Биљана Вујовић | 27. април 2025.      |
| Маријани се види да није расположена, а убрзо почиње и да плаче. Јована доноси габријели своје старе ствари, како би проследила где треба, додајући да је "чула да се бави хуманитарним радом". Гала жели да разговара са Ленком, која то одбија. Жиле расположен одлази код Саре Бергер, али му она говори како има нешто важно да му каже. Алекса добија позив са страног, непознатог броја. |              |                                                                           |                                  |                                                              |                      |
| 1400 | 49           | Андрија добија позив од Гвоздена                                          | Милан Караџић и Станко Милошевић | Иван Јовановић, Нина Џувер, Стефан Андрeјић и Биљана Вујовић | 28. април 2025.      |
| Сара Бергер и Жиле расправљају о потенцијалном проблему који би могао да им помрси планове, а то су Барбара и Вукашин. Док је Жиле скептичан по питању њиховог плана, Сара је убеђена да њима нико не може да стане на пут. Каја доноси одлуку да настави даље са својим животом након раскида са Милетом, а Ленка и Гала јој пружају велику подршку у томе. Дијана Ерски се враћа са путовања које је освојила од магазина Дона, а Мики Тамбура неће крити колико му због тога није драго. Она видно расположена и "напуњених батерија" долази у Фејм и одмах са врата Микију препричава дешавања са њеног одмора. Андрија добија позив од рођеног брата Гвоздена... |              |                                                                           |                                  |                                                              |                      |
| 1401 | 50           | "Андрија, ниси свестан у шта се упушташ"                                  | Милан Караџић и Станко Милошевић | Иван Јовановић, Нина Џувер, Стефан Андрeјић и Биљана Вујовић | 29. април 2025.      |
| Дарко долази на своје ново радно место, не слутећи да ће тамо упознати колегиницу са којом ће морати свакодневно да сарађује... У питању је Дијана Ерски, која неће крити колико јој се Дарко допада и одмах "баца око" на њега. Андрија разговара са Гвозденом који му поручује да није свестан у шта се упушта и треба да га се клони. Каја од Горана покушава да сазна због чега ју је Миле оставио, а његов тужан поглед много говори. Међутим, да ли ће рећи Каји да је Миле раскинуо са њом зато што не може да има децу или ће то ипак оставити на њему да јој сам каже, остаје нам да видимо. Андрија одлази на место на којем је Гвозден волео да борави, а да ли ће тамо и да га затекне, сазнаћемо ускоро... |              |                                                                           |                                  |                                                              |                      |
| 1402 | 51           | "Ви предлажете да вам шпијунирам ћерку"                                   | Милан Караџић и Станко Милошевић | Иван Јовановић, Нина Џувер, Стефан Андрeјић и Биљана Вујовић | 30. април 2025.      |
| У Фејму долази до Олгиног сусрета са Микијем Тамбуром. Биљана предлаже Сари да шпијунира Габријелу и да је о свему обавештава, а она ће заузврат имати попуст на кирију за ординацију коју од ње изнајмљује. Горан осуђује Милетов поступак према Каји, коју оставља без објашњења и пкушаја да јој призна да не може да има децу. Како би га навео да отворено о свему разговара са Кајом, Горан покушава да изазове љубомору код Милета тако што му наводи пример да би Каја могла да буде са другим мушкарцем. Андрија даје све од себе како би Гвоздену ушао у траг, због чега поставља камеру у кафани у коју је његов брат редовно одлазио. Да ли ће Андрија на снимку угледати брата Гвоздена, остаје нам да видимо... |              |                                                                           |                                  |                                                              |                      |
| 1403 | 52           | "Андрија, ти знаш да мене не можеш да слажеш"                             | Милан Караџић и Станко Милошевић | Иван Јовановић, Нина Џувер, Стефан Андрeјић и Биљана Вујовић | 1. мај 2025.         |
| Тренутак истине. Гала одлучује да Ленки "саспе" истину у лице. Слична ствар се дешава између Небојше и Олге, коју он среће у Фејму. Наталија жели да разговара са Витомиром, а он мисли да је реч о новом броју магазина. Наталија заправо алудира на њихов љубавни однос. Олга напомиње Маријани да Небојша Тамбура ипак није човек за њу. Маријана је запрепашћена оним што чује. Андрија и овај пут покушава да сакрије истину од Јоване, али безуспешно... |              |                                                                           |                                  |                                                              |                      |
| 1404 | 53           | Изненађење пред вратима?                                                  | Милан Караџић и Станко Милошевић | Иван Јовановић, Нина Џувер, Стефан Андрeјић и Биљана Вујовић | 2. мај 2025.         |
| Габријела се налази са Саром Бергер како би проверила да ли је тачно да је Биљана тражила од ње да је шпијунира. Сара није крила истину, али је додала и то да Биљана није нимало луда што то тражи. Иако Јована инсистира да јој призна да нешто крије од ње, Андрија нема шта да јој каже. Након што јој признаје шта га мучи, Јована му напомиње да он не може да се према свима понаша као родитељ. Маријана луди јер сазнаје да је Олга била у Фејму и разговарала са Небојшом. Међутим, Маријана је свесна да није била светица према породици Каначки, поготово према Алекси, али је такође свесна да није заслужила да јој се све ово дешава у животу. Олга је разуме. Алекси долазе нови сарадници у Дону... |              |                                                                           |                                  |                                                              |                      |
| 1405 | 54           | "Не волим да људи знају да смо рођаке"                                    | Милан Караџић и Станко Милошевић | Иван Јовановић, Нина Џувер, Стефан Андрeјић и Биљана Вујовић | 3. мај 2025.         |
| Гала признаје у разговору са Ленком ко јој је рођака. Панчета ће тотално побеснети када јој Дарко призна да је Дијана Ерски бацила око на његаи да му је дала свој број. У кући моментално анстаје хаос... Иван од Маријане сазнаје да је Олга разговарала са Тамбуром, а ова информација му се никако неће свидети због свега што се издешавало у прошлости. У магазину Дона долази до Алексиног сусрета са потенцијалним купцима његовог власничког дела у компанији. Због овог састанка подивљаће Јована Бошњак, која одмах након тога улеће у његову канцеларију. Мина покушава да орасположи Кају, која је у последње време често депресивна због раскида са Милетом. Мина јој предлаже да јој направи нову фризуру, међутим, Каја за то није расположена. |              |                                                                           |                                  |                                                              |                      |
| 1406 | 55           | "Знам зашто је Миле рскинуо са тобом"                                     | Милан Караџић и Станко Милошевић | Иван Јовановић, Нина Џувер, Стефан Андрeјић и Биљана Вујовић | 4. мај 2025.         |
| Сара и Жиле добијају важан телефонски позив. Мина доноси одлуку да "трансформише" Кају и од ње направи још већу лепотицу. Иако Каја мисли да се иза тога крије Минина намера да је рекламира на друштвеним мрежама, истина је потпуно другачија - жели да јој помогне да поново заведе Милета. Јована открива Андрији са ким је Алекса имао приватанс астанак у фирми... Каја се у тотално другачијем издању појављује у Малдивима, где Миле неће моћи да одоли њеној лепоти. Доводи га до тачке кључања када пред његовим очима почне да заводи Горана... Он јој тада признаје да зна због чега је Миле раскинуо са њом. |              |                                                                           |                                  |                                                              |                      |
| 1407 | 56           | Сара и Жиле добијају позив од Хорвата                                     | Милан Караџић и Станко Милошевић | Иван Јовановић, Нина Џувер, Стефан Андрeјић и Биљана Вујовић | 5. мај 2025.         |
| Каја након сазнања да Миле не може да има децу, долази у Малдиве како би са њим отворено о свему разговарала. Дијана је љубоморна на Панчетин успех на друштвеним мрежама, а то ће да баци сенку на њено симпатисање Дарка, јер мисли да је он заправо Панчетин шпијун. У магазину Дона избија нови хаос - Вања саопштава Јовани да имају проблем са исплатом плата. Сара и Жиле добијају позив од Хорвата... |              |                                                                           |                                  |                                                              |                      |
| 1408 | 57           | "Ти сад имаш новог дечка"                                                 | Милан Караџић и Станко Милошевић | Иван Јовановић, Нина Џувер, Стефан Андрeјић и Биљана Вујовић | 6. мај 2025.         |
| Каја долази у Малдиве и жели да разговара са Милетом... Каја од Горана сазнаје да Миле не може да има децу и да је то једини разлог због које г јераскинуо са њом, због чега она доноси одлуку да обаве озбиљан разговор. Ипак, Миле вешто избегава да разговара о томе и оптужује Кају да има новог дечка. Милета ће избацити из такта када сазна да је Горан рекао Каји за његов проблем, због чега ће желети да остане сам... Габријела се налази у незгодној ситуацији у магазину Дона и то све због Вање, која јој "смешта" код Јоване... Дијана Ерски долази у магазин како би исказала своје незадовољство због Панчетине сарадње са часописом, а у једном моменту избија прави скандал када почне да виче "упомоћ, силовање". Алекса добија пословну понуду од Мађара који су заинтересовани за куповину његовог удела у компанији... |              |                                                                           |                                  |                                                              |                      |
| 1409 | 58           | Сара и Жиле започињу рат против Андрије Бошњака                           | Милан Караџић и Станко Милошевић | Иван Јовановић, Нина Џувер, Стефан Андрeјић и Биљана Вујовић | 7. мај 2025.         |
| Сара и Жиле добијају јасне упуте од Томислава Хорвата како би уништили Андрију Бошњака. Они се држе договора са Хорватом и започињу први корак - објављују чланак о Андрији Бошњаку који би могао да му укаља углед, али и фотомонтажу која би могла много да га кошта... Дарко се жали Мини да трпи мобинг од стране Дијане Ерски, због чега она долази на идеју да му глуми девојку. Заједно одлазе у Фејм, а њихов разговор Дијану ће довести до тачке кључања. У Малдивима долази до Милетовог обрачуна са Гораном, који је Каји открио да је главни разлог њиховог раскида то што Миле не може да има децу. Јована и Андрија сазнају да им Алекса ради иза леђа и да је добио пословну понуду која подразумева продају удела у компанији... |              |                                                                           |                                  |                                                              |                      |
| 1410 | 59           | Панчета долази у Фејм да се обрачуна са Дијаном                           | Милан Караџић и Станко Милошевић | Иван Јовановић, Нина Џувер, Стефан Андрeјић и Биљана Вујовић | 8. мај 2025.         |
| Панчета долази у Фејм како би се обрачунала са Дијаном Ерски која мобингује њеног подстанара Дарка... Каја је неутешна због Милетовог одбијања да заједно покушају да превазиђу ситуацију у којо се налазе, због чега о свему жели да разговара са Панчетом, која јој је велика подршка. Са друге стране, у Малдивима избија прави хаос када дође до Милетове и Горанове свађе, а у једном моменту долази до физичког обрачуна, збо чега ће Мидо морати да реагује. Иван одбија да разговара са Олгом, а све због њеног одласка у Фејм и разговора са Тамбуром... Таман што су поправили однос који је био на ивици пуцања, Олга једним потезом све уништава. Габријелин разговора са Алексом прекида Јована, која бесно улази у његову канцеларију и жели хизан разговор о пословној понуди коју је добио од Мађара, а коју је крио од Андрије и ње... |              |                                                                           |                                  |                                                              |                      |
| 1411 | 60           | "Миле, ја тебе волим"                                                     | Милан Караџић и Станко Милошевић | Иван Јовановић, Нина Џувер, Стефан Андрeјић и Биљана Вујовић | 9. мај 2025.         |
| Панчета због Дијане Ерски прави хаос у Фејму. Миле опрашта Горану што је рекао Каји за његов здравствени проблем, а у једном моменту доалзи до сцене која ће збунити чак и Милета - Горан му говори да га воли. Јована код Андрије раскринкава Габријелу и Алексу, који је и даље на њиховој страни. Када му предочи Габријелин пословни предлог, Андрија ће одмах да се сложи да је то одлична идеја, што ће чак и Јовану навести на размишљање у том смеру. Каја у разговору са Мином признаје да воли Милета, који је одлучио сам себи да упропасти живот само зато што не може да има децу. Олга затиче Маријану како се гуши у сузама и покушава да санзна шта се десило... У медијима се појављује чланак који би заувек могао да уништи углед Андрије Бошњака, а иза којег стоји прљави план Томислава Хорвата... |              |                                                                           |                                  |                                                              |                      |
| 1412 | 61           | "Андрија, нама неко ради о глави"                                         | Милан Караџић и Станко Милошевић | Иван Јовановић, Нина Џувер, Стефан Андрeјић и Биљана Вујовић | 10. мај 2025.        |
| Јована показује Андрији чланак који је објављен о њему, а којим Томислав Хорват жели да уништи његов углед. Андрија остаје у шоку од призора који види, док Јована видно узнемирена и уплашена долази до само једног закључка - неко им ради о глави. Сара, Жиле и Мики имају исти циљ - да униште Андрију Бошњака, а то би могло да им пође за руком након чланка који о њему објављују о медијима. Састају се у Фејму како би прославили успешно обављен задатак, а Сара поручује - ово је тек почетак. Тензија имеђу Јоване и Габријеле се наставља... Јована ће побеснети када схвати да је Габријела знала информацију која јој је важна, а није јој пренела. Андрија видно нерасположен упада у Алексину канцеларију, а да ли мисли да иза прљаве иге стоји управо он, остаје нам да видимо... |              |                                                                           |                                  |                                                              |                      |
| 1413 | 62           | "Каљају ми образ! Откуд све ово?"                                         | Милан Караџић и Станко Милошевић | Иван Јовановић, Нина Џувер, Стефан Андрeјић и Биљана Вујовић | 11. мај 2025.        |
| Андрија је веома забринут због кампање која се против њега води на друштвеним мрежама. Стеван не крије своје симпатије према Боби, обасипајући је комплиментима и наводећи како није знао да у фирми имају тако лепе и згодне жене. Каја и Панчета воде озбиљан разговор. Андрија пита Алексу да ли је знао да се води капмпања против њега на друштвеним мрежама, што он моментално пориче. Потом, Андрија долази код Вукашина и изнервирано прича о истом проблему. |              |                                                                           |                                  |                                                              |                      |
| 1414 | 63           | Боба прави Вукашина љубоморним                                            | Милан Караџић и Станко Милошевић | Иван Јовановић, Нина Џувер, Стефан Андрeјић и Биљана Вујовић | 12. мај 2025.        |
| Гала упознаје Витомира са Панчетом, након чега воде озбиљан пословни разговор. Алекса се суочава са озбиљним проблемом, због чега долази до Небојше Тамбуре да тражи помоћ. Након скандалозног чланка о Јовани и Андрији Бошњак, Андрија види само једног кривца - Алексу, не слутећи да иза свега стоји његов непријатељ из прошлости, Томислав Хорват. Боба говори Вукашину да ју је мувао радник обезбеђења у магазину Дона, што ће у њему пробудити бес и љубомору, поготово што се ради о његовом пријатељу Стевану. Алекса у соби затиче Ленку која се гуши у сузама... |              |                                                                           |                                  |                                                              |                      |
| 1415 | 64           | Андрија одлази у полицију                                                 | Милан Караџић и Станко Милошевић | Иван Јовановић, Нина Џувер, Стефан Андрeјић и Биљана Вујовић | 13. мај 2025.        |
| Витомир се у Мину заљубљује на први поглед, због чега Галу моли за помоћ... Боба наставља да прави Вукашина љубоморним и то са његовим пријатељем Стеваном, којег је запослио у магазину Дона. Врхунац њене провокације је када му каже да је направио велику грешку када је запослио своју конкуренцију. Ленка силно жели да остане у другом стању, али је неутешна зато што до тога није дошло. Иако сматра да је сада идеално време за то, Алекса мисли супротно. Андрија одлази у полицију... |              |                                                                           |                                  |                                                              |                      |
| 1416 | 65           | Маријана пијана напада Олгу и Ивана                                       | Милан Караџић и Станко Милошевић | Иван Јовановић, Нина Џувер, Стефан Андрeјић и Биљана Вујовић | 14. мај 2025.        |
| Маријана долази из Фејма у видно алкохолисаном стању, а прави хаос избија када Олга и Иван покушају да јпј помогну. У секунди долази до свађе у којој Маријана почиње да их вређа и виче на њих, а да ли ће због агресивног понашања добити отказ, остаје нам да видимо. Вукашина је избацила из колосека информација да је Стеван мувао Бобу, због чега одлази у магазин Дона како би са њим обавио озбиљан разговор. Сарин састанак са Жилетом у време када је Биљана имала заказану терапију, код ње буди сумњу да би иза тога могло нешто да се крије. Убрзо након тога од Габријеле сазнаје да је неко анонимно почео прљаву кампању против Андрије Бошњака, која за циљ има да га уништи. Да ли ће ово повезати са Саром Бергер или ипак не, сазнаћемо ускоро... |              |                                                                           |                                  |                                                              |                      |
| 1417 | 66           | "Није искључено да знам ко ради против Андрије Бошњака"                   | Милан Караџић и Станко Милошевић | Иван Јовановић, Нина Џувер, Стефан Андрeјић и Биљана Вујовић | 15. мај 2025.        |
| Када од Габријеле сазна да анонимна особа жели да уништи Андрију Бошњака, Биљана то повезује са Саром Бергер. Биљана препричава Габријели чудну ситуацију која се десила у ординацији Саре Бергер, а за коју верује да има везе са прљавом кампањом која се води против Андрије Бошњака. Наталија прихвата Витомиров позив да изађу у Малдиве на Олгину и Иванову свирку, не слутећи шта се иза тога крије. Наталији се никако неће свидети када схвати да је Витомир доша у Малдиве само како би видео Мину, у коју је заљубљен на први поглед. Олгину и Иванову свирку у Малдивима могао би да упропасти мушкарац који Олги даје шампањац... |              |                                                                           |                                  |                                                              |                      |
| 1418 | 67           | Габријела се састаје са Андријом                                          | Милан Караџић и Станко Милошевић | Иван Јовановић, Нина Џувер, Стефан Андрeјић и Биљана Вујовић | 16. мај 2025.        |
| У вили Каначких опет влада напета атмосфера. Иван ће побеснети када се на вратима виле појави достављач са букетом цвећа за Олгу. Међутим, хаос избија када угледа Маријану - први пут након њеног скандалозног понашања у алкохолисаном стању. Иако ће због цвећа и Иванове љубоморе заправо Маријана извући дебљи крај, хаос се наставља у спаваћој соби када дође до суочавања Олге и Ивана. Алекса проналази начин како да помогне Маријани... Наталија не може да се фокусира на посао након сазнања да је Витомир, у ког је она тајно заљубљена, бацио око на Мину... Иван се каје због свог понашања и љубоморних испада, због чега одлази код Панчете како би од ње добио савет, међутим - добија осуду. Габријела се тајно састаје са Андријом... |              |                                                                           |                                  |                                                              |                      |
| 1419 | 68           | Горан заиста осећа нешто према Гали?                                      | Милан Караџић и Станко Милошевић | Иван Јовановић, Нина Џувер, Стефан Андрeјић и Биљана Вујовић | 17. мај 2025.        |
| Иван одлази код Панчете на "чашицу разговора" и она му сасипа истину у лице! Он је врло несрећан, а њу занима зашто и шта је то што га не испуњава. Јована опет има нереалне захтеве за запослене у магазину, а Витомир се опет супроставља! Горан и Гала се срећу у Малдивима и он јој говори о својим осећањима. Андрија проверава са Јованом да ли "све конце држи у својим рукама" јер има нешто да јој саопшти... |              |                                                                           |                                  |                                                              |                      |
| 1420 | 69           | "Неко вас тражи"                                                          | Милан Караџић и Станко Милошевић | Иван Јовановић, Нина Џувер, Стефан Андрeјић и Биљана Вујовић | 18. мај 2025.        |
| Тамбура саветује Жилету да буде опрезнији када је Сара Бергер у питању. Он не може да верује шта чује, јер је Сара његов сарадник. Сара увиђа да се Жиле променио и занима је зашто је сада узнемирен. Он покушава да је убеди да је све у реду, као и до сада, али она му не верује. Андрија испитује Јовану у каквом је пословном односу са Саром Бергер, подсећајући је да то може да се одрази на његову пословну репутацију, али и њихов заједнички живот. Горан је заиста непоправљив. Њему се не допада Гала, већ њена другарица са којом је дошла у Малдиве на пиће. Габријела се састаје са Јованом, како би јој призналанешто што јој је у почетку прећутала. Али, не жели да јој ради "иза леђа" и зато је дошла да разговарају. Сара има непозваног госта... |              |                                                                           |                                  |                                                              |                      |
| 1421 | 70           | Андрија очи у очи са Саром након скандала                                 | Милан Караџић и Станко Милошевић | Иван Јовановић, Нина Џувер, Стефан Андрeјић и Биљана Вујовић | 19. мај 2025.        |
| Долази до Андријиног суочавања са Саром и Жилетом. До Андрије долази информација да управо Сара и Жиле стоје иза скандалозног чланкакоји је објављен против њега, а све са циљем да се укаља његов углед. Због тога долази код Саре у ординацију и то са само једним циљем - да отворе све крате, не слутећи да ће тамо срести и Жилета... После љубоморног испада због Олгиних обожаватеља, Иван долази до закључка да је потребно да обаве озбиљан разговор. Оно што ће све изненадити, а поготово Олгу, јесте то да јој Иван говори да више овако неће моћи. |              |                                                                           |                                  |                                                              |                      |
| 1422 | 71           | Гвозден поново позива Андрију                                             | Милан Караџић и Станко Милошевић | Иван Јовановић, Нина Џувер, Стефан Андрeјић и Биљана Вујовић | 20. мај 2025.        |
| Јована и Андрија покушавају да сазнају ко води прљаву кампању против њих. Иако еј Јована сумњичава када је у питању Габријелина прича, Андрија јој потврђује да је рекла истину и да иза свега стоји Сара, али да у тој причи није сама. Мина даје све од себе како би помогла Каји да лакше преброди раскид са Милетом, а сада долази на идеју коју Каја никако неће моћи да одбије... Алекса не може да верује да је Ленка у разговору са Габријелом открила детаље из њихове спаваће собе, због чега долази до нове драме у вили Каначких... Андрија добија нови позив од Гвоздена... |              |                                                                           |                                  |                                                              |                      |
| 1423 | 72           | Луле жели да иде на сладолед са Габријелом и Алексом                      | Милан Караџић и Станко Милошевић | Иван Јовановић, Нина Џувер, Стефан Андрeјић и Биљана Вујовић | 21. мај 2025.        |
| Ленка и Алекса улазе у нови сукоб и то због Габријеле... Алекси се не свиђа Ленкина блискост са Габријелом јер је свестан да је она заљубљена у њега, а сазнање да јој је Ленка испричала детаље њихове интиме везане за бебу, Алексу ће тотално избацити из колосека. Витомир затиче новинаре како се баве папирологијом, а не новим чланцима који ускоро треба да буду објављени у магазину, што ће изазвати бес код њега, а прави хаос настаће када од њих сазна да је за све крива Вања, која им је поверила тај задатак. Витомир одлази код Вање како би рашчистили несугласице, а на самом почетку разговора долази до сукоба... Луле долази код Алексе на посао и тражи од њега да Габријела иде са њима на сладолед... |              |                                                                           |                                  |                                                              |                      |
| 1424 | 73           | Сара и Жиле разговарају са Томиславом Хорватом                            | Милан Караџић и Станко Милошевић | Иван Јовановић, Нина Џувер, Стефан Андрeјић и Биљана Вујовић | 22. мај 2025.        |
| Андрија одлази код Вукашина и говори му да Сара Бергер стоји иза кампање која се води против њега. Ленка долази кући са посла, а у вили не затиче Алексу и Лулета, што ће тотално да је збуни, јер је требало тамо да је чекају. Међутим, ни не слути да су Алекса и Луле на сладоледу са Габријелом и то јер је Луле тако желео. Каја добија букет цвећа на кућну адресу, а иза свега стоји Немања - дечко којег је упознала у Фејму. Ова ситуација направиће тотални хаос у Панчетиној кући... Сара и Жиле позивају Томислава Хорвата и говоре му да имају проблем... |              |                                                                           |                                  |                                                              |                      |
| 1425 | 74           | "Ленка, хајде одмах да разјаснимо нешто"                                  | Милан Караџић и Станко Милошевић | Иван Јовановић, Нина Џувер, Стефан Андрeјић и Биљана Вујовић | 23. мај 2025.        |
| Витомир долази код Јоване и тражи да разговара са њом. Гала долази код Панчете како би јој уручила пословни телефон, међутим, то није све - даће јој неколико папира које мора да потпише, а које претходно неће ни прочитати. Да ли се иза свега крије нека превара, остаје нам да видимо... Барбара долази на идеју како да раскринка Сару Бергер, али се Вукашину то никако неће свидети јер може да буде опасно. Ипак, она не одустаје од намере да уради оно што је замислила. Габријела наставља своју игру освајања Алексе, па у разговору са Ленком покушава да је направи љубоморном и изазове нову свађу између Алексе и ње. То чини тако што јој препричава како се провела са Алексом и Лулетом у граду, међутим, Ленка јој јасно ставља до знања да већ све зна. Габријела јој тада поручује да жели одмах нешто да разјасне. Биљана на психотерапију код Саре Бергер води и Габријелу, а овај призор оставиће је без текста... Немања добија пословну понуду од Вукашина... |              |                                                                           |                                  |                                                              |                      |
| 1426 | 75           | Биљана и Габријела избацују Сару Бергер из ординације?                    | Милан Караџић и Станко Милошевић | Иван Јовановић, Нина Џувер, Стефан Андрeјић и Биљана Вујовић | 24. мај 2025.        |
| Биљана је разочарана што Сар Бергер није наставила поштеним путем њеног сина Павла, већ у његовој ординацији ради мутне послове. Због тога са Габријелом долази код Саре како би отворено о свему разговарале и тада јој поручују да ће морати да оде из ординације коју јој измајмљују, ако се испостави да нешто мути. У магазин Дона стиже мистериозни пакет... Вукашин има много сумњи у случају прљаве кампање која се води против Андрије Бошњака, али му дедостају докази. Због тога у своју детективску агенцију запошљава још једну особу - Немању, фотографа магазина Дона, у нади да ће му помоћи да реши посао који му је Бошњак поверио. Мина излази на пиће са Витомиром, који се на први поглед заљубљује у њу. Међутим, ово неће бити само раомантично вече, већ и вече изненађења, јер Мина добија пословну понуду... |              |                                                                           |                                  |                                                              |                      |
| 1427 | 76           | Јована жели да зна да ли јој Алекса ради иза леђа?!                       | Милан Караџић и Станко Милошевић | Иван Јовановић, Нина Џувер, Стефан Андрeјић и Биљана Вујовић | 25. мај 2025.        |
| Након Биљанине и Габријелине посете ординацији, Сара саопштава својим комшпањонима да ће морати да запосли једног лекара како би замазала очи Павловој мајци. Панчета мајчински саветује потресену Мину да како зна и уме научи себе да буде мање наивна. Каже јој да је чиста душа, те да је такве попут ње најлакше увући у све што је погрешно. Убрзо, Панчета од Гале добија важне информације које се не тичу само видеа који јој је послала. На састанку са новим пословним партнерима, Јована коначно добија одговор на питање - због чега су инсистирали да Алекса присуствује. Због свега што је чула желеће да зна да ли јој је Алекса радио иза леђа? |              |                                                                           |                                  |                                                              |                      |
| 1428 | 77           | Да ли ће Немања успети да раскринка Сару Бергер?                          | Милан Караџић и Станко Милошевић | Иван Јовановић, Нина Џувер, Стефан Андрeјић и Биљана Вујовић | 26. мај 2025.        |
| Мина прихвата Витомирову пословну понуду. Немања почиње да ради за Вукашина, а чини се да му састанак да раскринка Сару Бергер не пада много тешко... Долази код ње у ординацију и глуми пацијента којем није добро и од Саре тражи чашу воде, због чега неко време сам проводи у њеној ординацији. Да ли ће успети да дође до неког податка који му је потребан или ипак не, сазнаћемо ускоро... Иван жели да разговара са Алексом... Немања посећује Кају на послу, што ће њу видно изненадити... Иако је до флерта међу њима дошло док је била у алкохолисаном стању, Немања и даље мисли да има шансе за нешто више од пријатељства. |              |                                                                           |                                  |                                                              |                      |
| 1429 | 78           | "Је'л има нешто између тебе и Габријеле?"                                 | Милан Караџић и Станко Милошевић | Иван Јовановић, Нина Џувер, Стефан Андрeјић и Биљана Вујовић | 27. мај 2025.        |
| Барбара има нова сазнања о Сари Бергер и њеном плану да уништи Андрију Бошњака. Каја и Немања излазе на пиће у Фејм, међутим, њена одсутност у мислима постаје главна тема разговора. Иако се Немањи свиђа Каја, он не зна да она још увек воли Милета и да није спремна за нови почетак. Мина прихвата Витомирову понуду за посао и долази у магазин Дона и то заједно са Дарком, који јој је велика подршка. Јована и Андрија морају да донесу важну одлуку од које зависи пословање магазина - да ли да прихвате или одбију понуду коју су добили од Мађара... Ленка поставља Алекси питање везано за његов однос са Габријелом и занима је само једно - да ли је међу њима нешто било... |              |                                                                           |                                  |                                                              |                      |
| 1430 | 79           | Витомир због Мине избацује Наталију из канцеларије                        | Милан Караџић и Станко Милошевић | Иван Јовановић, Нина Џувер, Стефан Андрeјић и Биљана Вујовић | 28. мај 2025.        |
| Барбара исказује незадовољство због Вукашинове одлуке да Немањи повери важан посао у раскринкавању Саре Бергер. Наталија показује љубомору према Мини у коју је Витомир заљубљен, због чега избија скандал у магазину Дона. Када Наталија саопшти Витомиру да Мина није за посао који јој је он дао, Витомир показује зубе и пред свима је избацује из канцеларије. Мики Тамбура разговара са Дијаном од које жели да сазна само једно - да ли је вечерас слободна. Међутим, овај разговор ће отићи у погрешном правцу, јер ће она ово питање протумачити као набацивање... Андрија покушава да наговори Јовану да прихвати пословну понуду коју је добила од Мађара, а да ли ће то и учинити, остаје нам да видимо... |              |                                                                           |                                  |                                                              |                      |
| 1431 | 80           | Ко је нови пословни партнер Саре Бергер?                                  | Милан Караџић и Станко Милошевић | Иван Јовановић, Нина Џувер, Стефан Андрeјић и Биљана Вујовић | 29. мај 2025.        |
| Олга прави свој први озбиљнији наступ у бизнис клубу, и има трему јер мисли да нико неће доћи и да ће фалширати на подијуму. Иван је ту да је утеши, иако се и сам плаши да ли ће све бити добро. У бизнис клуб пристижу званице, Алекса, Ленка и Гала, који одмах хвале Ивана због добре организације. После напорног дана на послу, Габријелу занима како је Биљана и да ли је била на терапији. Међутим, њој се о томе уопште не разговара. Јована је прихватила понуду од Мађара, како ју је Андрија саветовао, али није баш сигурна да ли је то она заиста желела. Андрија је храбри да ће све бити у реду, а она само жели да се посао заврши. И док Каја ужива у вечери са Немањом, и Сара Бергер је на вечери са колегом са којим је удружила бизнис. Међутим, вече им квари Жиле који прилази за њихов сто... |              |                                                                           |                                  |                                                              |                      |
| 1432 | 81           | У магазину Дона избија нови скандал                                       | Милан Караџић и Станко Милошевић | Иван Јовановић, Нина Џувер, Стефан Андрeјић и Биљана Вујовић | 30. мај 2025.        |
| Сви су одушевљени Олгиним наступом, сем Ивана који јој поново приређује љубоморну сцену... Иако су сви отишли на Олгин наступ, чак и Мики Тамбура, тамо се не појављују Боба и Вукашин, што ће њој засметати. Он ће на све начине покушати да оправда своју одлуку да не изађу заједно, али Боба неће прихватити његове изговоре, због чега јој отворено говори да му се није ишло. Сара одлази на вечеру са својим новим радником, међутим, то се Жилету никако неће свидети што ће јасно ставити до знања новом доктору... У магазину Дона избија нови скандал, а аутор истог је Витомир, који у свакоме види опасност, па и у Вањи... Када се на вратима његове канцеларије појаве новинари, мислиће да се поново ради о Вањи, не дозвоавајући им да кажу у чему је проблем... |              |                                                                           |                                  |                                                              |                      |
| 1433 | 82           | Габријела наставља да заводи Алексу                                       | Милан Караџић и Станко Милошевић | Иван Јовановић, Нина Џувер, Стефан Андрeјић и Биљана Вујовић | 31. мај 2025.        |
| Каја друго вече заредом излази са Немањом. Сара не жели да буде у емотивном односу са Жилетом, иако јој он признаје да је заљубљен у њу. "Сломљеног срца" одлази код Микија Тамбуре како би о свему разговарали, међутим, добиће коментар који није очекивао... Олга добија позив од Тамбуре који жели да баш она наступи у Фејму, а да ли ће прихватити позив, као и како ће Иван реаговати на ову информацију, сазнаћемо ускоро... Габријела наставља да заводи Алексу... |              |                                                                           |                                  |                                                              |                      |
| 1434 | 83           | Да ли ће Олга прихватити понуду Микија Тамбуре?                           | Милан Караџић и Станко Милошевић | Иван Јовановић, Нина Џувер, Стефан Андрeјић и Биљана Вујовић | 1. јун 2025.         |
| Осмех се вратио на Кајино лице и то захваљујући Немањи. Након још једног сурета са Немањом, Каја видно расположена долази кући, што ће Панчети бити довољан разлог да обави озбиљан разговор са њом, како би сазнала о чему се тачно ради. Витомир се састаје са Јованом ван радног времена... Олга саопштава Ивану да је добила понуду од Микија Тамбуре, који жели да баш она пева у Фејму, а да ли ће је прихватити и како ће Иван реаговати, сазнаћемо ускоро... На састанку са Мађарима који желе да откупе Алексин удео у магазину Дона, долази до Јованиног сукоба са Алексом... |              |                                                                           |                                  |                                                              |                      |
| 1435 | 84           | Сара "баца око" на Вељка                                                  | Милан Караџић и Станко Милошевић | Иван Јовановић, Нина Џувер, Стефан Андрeјић и Биљана Вујовић | 2. јун 2025.         |
| Избија нови сукоб између Габријеле и Вање... Сара баца око на Вељка, доктора којег запошљава у својој ординацији и управо због њега ставља тачку на однос са Жилетом. Иако до сада није давала јасне сигнале да јој се Вељко допада, сада је то учинила и то потпуно отворено... Јована и Андрија нису задовољни понудом коју добијају од Мађара, међутим, изгледа да Алекса мисли другачије и због тога долази до сукоба. Габријела покушава да смири ситуацију и смањи тензију на састанку, али признаје да и сама мисли да су преговори око склапања сарадње постали неозбиљни. |              |                                                                           |                                  |                                                              |                      |
| 1436 | 85           | "Јована, раде ти иза леђа"                                                | Милан Караџић и Станко Милошевић | Иван Јовановић, Нина Џувер, Стефан Андрeјић и Биљана Вујовић | 3. јун 2025.         |
| Горан даје отказ у Малдивима. Жиле након раскида са Саром наилази на нови проблем - уцељује га човек који је са њима умешан у прљаву кампању која се води против Андрије Бошњака. Ако му не да новац, отићи ће на полицију и све испричати... Њихов разговор чула је Барбара, која им је све време за петама. Миле долази код Вукашина у агенцију... Вања никако не може да поднесе да је у Габријелиној сенци и да је она боља и успешнија од ње, због чега долази на идеју да је прати и сазна нешто што би могло да је уништи. У томе би врло лако могла и да успе, с пбрзиром да ју је у Бизнис клубу затекла са Алексом и девојком из Мађарске која жели да улаже у магазин Дона. Све би било у реду да Андрија и Јована нису већ одбили ту понуду. Ивам мисли да га Олга вара са Тамбуром, због чега одлази у Фејм... |              |                                                                           |                                  |                                                              |                      |
| 1437 | 86           | "Зашто јуриш за Олгом?"                                                   | Милан Караџић и Станко Милошевић | Иван Јовановић, Нина Џувер, Стефан Андрeјић и Биљана Вујовић | 4. јун 2025.         |
| Иван долази у Фејм како би разговарао са Микијем Тамбуром, који је Олгу позвао да одржи наступ у његовом локалу. Ивану се никако не свиђа што се Тамбура поново мота око Олге, због чега са њим жели да отворено разговара и да сазна због чега јури за његовом изабраницом. Жиле прави љубоморну сцену код Саре у ординацији... Панчета има тајног обожаватеља и о томе отворено разговара са Мидом, који јој признаје да је дигао руке од њховог односа. Барбара и Вукашин су на корак од откривања идентитета особе која стоји иза кампање против Андрије Бошњака... У Алексиној канцеларији избија хаос након што Јована сазна да су се Габријела и Алекса тајно састали са особом која жели да откупи део власништва магазина Дона... |              |                                                                           |                                  |                                                              |                      |
| 1438 | 87           | Габријела жели са Ленком да разговара о Алекси                            | Милан Караџић и Станко Милошевић | Иван Јовановић, Нина Џувер, Стефан Андрeјић и Биљана Вујовић | 5. јун 2025.         |
| У магазину Дона опет избија хаос... Вања на све начине покушава поново да се додвори Јовани, међутим, наилази на њену реакцију којој се није надала. Оштро ће осудити њено понашање и покушај сплеткарења међу запосленима, а посебно ће јој замерити мешање у Витомиров посао. Због тога избија хаос између Вање и Витомира, која долази у његову канцеларију како би се обрачунали. Панчета од Мида жели да сазна како изгледа њен тајни обожавалац, али не добија одговор који је очекивала... Сви су одушевљени Мининим фотографијама за часопис, сем Наталије... Њена реакција није таква због тога што стварно мисли да фотографије нису добре, већ зато што је свесна да се између Витомира и ње дешава посебна енергија којој је она тежила, а до које никада није дошло. Барбара се састаје са Жилетом у Фејму... Габријела долази код Ленке и жели са њом да разговара о Алекси... |              |                                                                           |                                  |                                                              |                      |
| 1439 | 88           | Барбара жели да заведе Жилета                                             | Милан Караџић и Станко Милошевић | Иван Јовановић, Нина Џувер, Стефан Андрeјић и Биљана Вујовић | 6. јун 2025.         |
| Барбара покушава да заведе Жилета, а све са циљем да сазна ко стоји иза кампање која се води против Андрије Бошњака и његове породице. Избија нова свађа између Наталије и Витомира и то све због Мине... Када Наталија каже како Мина није за тај посао и да јој се фотографије не допадају, Витомир јој узвраћа ударац - говори јој да она нема довољно новинарског искуства. Дарко се у Фејму састаје са новим пријатељем - Лазаром из магазина Дона којег је случајно упознао, а са којим је "кликнуо" на прву. Биљана добија позив који ће је оставити у шоку... Габријела све транспарентније показује да јој се Алекса допада, а њен последњи разговор са Ленком то и потврђује. Габријела долази код ње у канцеларију и отворено је пита да јој каже шта Алекса воли... |              |                                                                           |                                  |                                                              |                      |
| 1440 | 89           | Шта значи онај позив на вечеру?                                           | Милан Караџић и Станко Милошевић | Иван Јовановић, Нина Џувер, Стефан Андрeјић и Биљана Вујовић | 7. јун 2025.         |
| Биљана добија позив који ће је много забринути. Мина постаје права звезда након чланка који је Витомир објавио у магазину Дона, али и фотографија које је направио за њега. Након што је Панчета рекла да сада неће моћи да живе од Мининих обожавалаца, то се и десило - непрестано јој стижу поруке на друштвеним мрежама... Олга затиче Ивана у радној соби како нешто кришом пише у роковник, због чега се буди сумња да нешто крије од ње и то питање му поставља отворено. Мина се љути на Дарка зато што је постао пријатељ са Лазаром који ју је мувао... Алекса позива Габријелу на разговор и занима га само једно - шта значи онај позив на вечеру? |              |                                                                           |                                  |                                                              |                      |
| 1441 | 90           | Олга је решена да сазна шта Иван крије...                                 | Милан Караџић и Станко Милошевић | Иван Јовановић, Нина Џувер, Стефан Андрeјић и Биљана Вујовић | 8. јун 2025.         |
| Гала добија позив за женско вече и са задовољством га прихвата. Она ни не слути шта је чека у изласку... Панчета је бесна на Мида који је дирао пудинг њеног тајног обожаваоца. Сара закључава врата ординације како би спровела у дело оно што је намерила са Вељком. Биљана јасно ставља ћерки до знања да зна шта смера и не наседа на њене приче о томе да је "само позвала пријатеља на вечеру". Алекса долази са Ленком и "дави " Се у Биљаниним специјалитетима, док јој Ленка предлаже да се пријави за неко кулинарско такмичење. Олга је решена да сазна шта Иван крије... |              |                                                                           |                                  |                                                              |                      |
| 1442 | 91           | Бињана прави непријатну сцену на заједничкој вечери са Ленком и Алексом   | Милан Караџић и Станко Милошевић | Иван Јовановић, Нина Џувер, Стефан Андрeјић и Биљана Вујовић | 9. јун 2025.         |
| Габријела позива Ленку и Алексу на вечеру, али ни не слути да ће њена мајка Биљана направити непријатну сцену. Наиме, Биљана ће Ленки и Алекси да постави питање којем се ни сама Габријела није надала - да ли у фирми постоји неки мушкарац за њену ћерку?! Габријела је у страху да би Биљанино понашање могло да упропасти планове у односу са Алексом. Панчета долази код Мида у Малдиве и говори му да јој је хитно потребна његова помоћ. Након вечере код Габријеле, избија нова свађа између Ленке и Алексе... |              |                                                                           |                                  |                                                              |                      |
| 1443 | 92           | "Је л' то Биљана покушава Алексу да набаци Габријели?"                    | Милан Караџић и Станко Милошевић | Иван Јовановић, Нина Џувер, Стефан Андрeјић и Биљана Вујовић | 10. јун 2025.        |
| Јована са запосленима одлази у Фејм на пиће, међутим, пријатну атмосферу прекида Сара, која није позвана... Ленка у разговору са Галом препричава детаље са вечере на којој је била код Габријеле, а на којој је дошло до непријатне сцене због Биљане. Гала из разговора закључује да Биљана можда покушава Алексу да набаци Габријели, а Ленки се ова теорија никако неће свидети... У магазину Дона долази до још једне Јованине и Андријине расправе. Иако Андрија све време покушава да буде објективан, Јованин сукоб са Габријелом и Алексом утиче на њихов однос и све чешће свађе. Олга проналази Иванов дневник и доноси одлуку да прочита шта њен драги тајно пише у свеску... Након тога одлази код њега и све му признаје, због чега му неће бити драго. |              |                                                                           |                                  |                                                              |                      |
| 1444 | 93           | Сара Бергер добија отказ                                                  | Милан Караџић и Станко Милошевић | Иван Јовановић, Нина Џувер, Стефан Андрeјић и Биљана Вујовић | 11. јун 2025.        |
| Јована доноси одлуку - Сара добија отказ у магазину Дона. Јована јој своју одлуку саопштава у Фејму, где своје запослене одводи на пиће. Наталија и даље гаји наду да би између Витомира и ње могло бити нешто више од пријатељства и покушава да искористи прилику када остану сами, да га позове да заједно оду кући. Међутим, наилази на његово одбијање... Мидо са Милетом одлази у Бизнис клуб како би се мало опустили, али ни не слути да ће тамо доћи до сусрета са Кајом, која се појављује у Немањином друштву... |              |                                                                           |                                  |                                                              |                      |
| 1445 | 94           | Каја долази код Милета                                                    | Милан Караџић и Станко Милошевић | Иван Јовановић, Нина Џувер, Стефан Андрeјић и Биљана Вујовић | 12. јун 2025.        |
| Панчета тражи помоћ од Вукашина. Лазар долази у Панчетину кућу, а његова посета ће посебно изненадити Мину, којој се раније удварао. То покушава и сада, али му изгледа то неће поћи за руком. Након непланираног сусрета у Бизнис клубу, Каја схвата да се Миле још није опоравио од њиховог раскида и да много пати, због чега одлази у Малдиве с циљем да још једном отворено о свему разговарају. |              |                                                                           |                                  |                                                              |                      |
| 1446 | 95           | Да ли ће Каја провести ноћ са Немањом?                                    | Милан Караџић и Станко Милошевић | Иван Јовановић, Нина Џувер, Стефан Андрeјић и Биљана Вујовић | 13. јун 2025.        |
| Каја и Немања се састају у Фејму, а он је отворено позива да проведе ноћ код њега. Како им откривање детаља прљаве кампање против Андрије Бошњака не иде по плану, Барбара доноси одлуку да "убрза" завођење Жилета, који зна све тајне Саре Бергер и која је у све умешана... Олга признаје да је изненађена колико се Иван добро снашао у улози менаџера, али се плаши онога што би могло да уследи ако јој досади певање... Габријели смета Биљанино понашање и покушај контроле њеног живота, што јој говори у лице. У том моменту избија свађа, а Биљана јој поручује да нема поштовања према мајци. |              |                                                                           |                                  |                                                              |                      |
| 1447 | 96           | Алекса и Ленка не престају да се свађају                                  | Милан Караџић и Станко Милошевић | Иван Јовановић, Нина Џувер, Стефан Андрeјић и Биљана Вујовић | 14. јун 2025.        |
| Оно што Ленки смета, Алекси није ни на крај памети. Није први пут да Ленка сматра да је Алекса гледа као марионету, и да је никада не пита за мишљење, па је тако било и овога пута. Алекса је уговорио велики интервју са својом мајком Олгом, а о томе Ленку није ни обавестио. Није чак ни увидео да је овде реч о непотизму, који Ленка не подноси. Наталија удељује комплименте Гали, али Гала није наивна па одмах прелази на ствар. Занима је шта Наталији треба па је тако фина. Алекса и Јована имају проблем са новим пословним партнером, а с друге стране и у кући Каначки долази до проблема између Олге и Ивана. |              |                                                                           |                                  |                                                              |                      |
| 1448 | 97           | Миле не може да схвати да Каја има новог дечка                            | Милан Караџић и Станко Милошевић | Иван Јовановић, Нина Џувер, Стефан Андрeјић и Биљана Вујовић | 15. јун 2025.        |
| Ленка изводи Галу на пиће у бизнис клуб и испитује је о скандалу између Горана и Наталије у фирми. Међутим, Галу то не занима и не дотиче. Иван жели да разговара са Алексом о Олги. Каја покушава да започне љубавну везу са Немањом, али је проблем Миле, ком није нимало пријатно што његова бивша девојка већ има новог дечка. Ни Каји није свеједно због Милетове реакције, па о томе разговара са Панчетом. Да ствар буде још гора, Немања среће Милета у Малдивима... |              |                                                                           |                                  |                                                              |                      |
| 1449 | 98           | Барбара и Вукашин раскринкавају Мида Пјановића                            | Милан Караџић и Станко Милошевић | Иван Јовановић, Нина Џувер, Стефан Андрeјић и Биљана Вујовић | 16. јун 2025.        |
| Јована обавештава запослене да ће у магазину Дона доћи до промена и новина. Мина ће побеснети на Дарка када сазна да Лазар прича како је са њом био на дејту, иако су само попили пиће у Фејму... Ленка на састанку са Јованом предлаже да уради интервју са Олгом, а ово ће видно изненадити Јовану, с обзиром да се ради о Алексиној мајци. Иван долази код Панчете и тражи помоћ... Панчета је ангажовала Вукашина да открије ко је њен тајни обожавалац на друштвеним мрежама, а они сада долазе до занимљивог одговора - иза лажног профила крије се Мидо Пјановић... |              |                                                                           |                                  |                                                              |                      |
| 1450 | 99           | На Панчетиним вратима се појављује њен тајни обожавалац                   | Милан Караџић и Станко Милошевић | Иван Јовановић, Нина Џувер, Стефан Андрeјић и Биљана Вујовић | 17. јун 2025.        |
| Барбара жели да искористи Жилета како би сазнале све о прљавој кампањи коју су Сара и он водили против Андрије Бошњака, али и оно најважније - ко им је шеф. Жиле и Барбара се састају у Фејму, а том приликом долази до занимљивог признања... Да ли ће јој рећи да се заљубио у њу или се ради о нечему другом, остаје нам да видимо. Панчета се налази на великим мукама. Њен тајни обожавалац нестаје са друштвених мрежа, а о томе искрено разговара са Мином, која је све време теши. Наталија долази у Малдиве како би попила пиће са Гораном који почиње да јој се свиђа... Након што су га Вукашин и Барбара раскринкали, Мидо долази код Панчете и признаје јој да је он њен тајни обожавалац. |              |                                                                           |                                  |                                                              |                      |
| 1451 | 100          | Тамбура прекида Жилетов разговор са Барбаром                              | Милан Караџић и Станко Милошевић | Иван Јовановић, Нина Џувер, Стефан Андрeјић и Биљана Вујовић | 18. јун 2025.        |
| Магазин Дона склапа сарадњу са Мађарима... Мидо долази код Панчете и покушава да јој каже да је он њен тајни обожавалац, али му то не полази за руком, што ће у њој изазвати још већи бес. Ипак, на крају ће скушити храброст и признаће јој, а ова информација тотално ће је оставити без текста. Мики Тамбура прекида Жилетов разговор са Барбаром. Она на све начине покушава да сазна ко стоји иза њега, али и иза прљаве кампање која се водила против Андрије Бошњака. Иако би Жилета лако натерала да проговори, са Тамбуром је то ипак много озбиљније... |              |                                                                           |                                  |                                                              |                      |
| 1452 | 101          | Да ли ће Барбара упасти у Жилетову замку?                                 | Милан Караџић и Станко Милошевић | Иван Јовановић, Нина Џувер, Стефан Андрeјић и Биљана Вујовић | 19. јун 2025.        |
| Барбара разочарана долази код Вукашина у агенцију и говори му да јој је мало фалило да оствари циљ - да заведе Жилета и наведе га да проговори о људима који стоје иза њега. Иако Барбара мисли да је Жиле наиван и да ће лако да упадне у њену замку, он са Тамбуром смишља план како да је насамари и обрне игрицу. Матеа у разговору са Стеваном говори о проблему који има са Вељком, након чега се он заштитнички поставља према њој и олдази код њега у ординацију како би разговарали као озбиљни мушкарци, али и како би му јасно ставио до знања да њу има ко да чува. У вили Каначких поново избија хаос - Маријана просипа чај на Ивановн дневник... |              |                                                                           |                                  |                                                              |                      |
| 1453 | 102          | "Твоја мајка није добро"                                                  | Милан Караџић и Станко Милошевић | Иван Јовановић, Нина Џувер, Стефан Андрeјић и Биљана Вујовић | 20. јун 2025.        |
| Барбара се састаје са Жилетом, не слутећи да он све време игра игру у којој би могла ускоро да буде раскринкана. Иако је у почетку Барбара била та која је од њега покушавала да извуче информације, сада је он тај који од ње жели исто, а да ли ће нешто сазнати, ускоро ћемо сазнати. Немања води Кају на вечеру и тада јој говори нешто што јој се сигурно неће допасти, а тиче се Милета... Панчета долази у Малдиве како би отворено разговарала са Мидом, који се лажно представљао на друштвеним мрежама и глумио њеног фана. Сара позива Габријелу и говори јој да Биљана није добро... |              |                                                                           |                                  |                                                              |                      |
| 1454 | 103          | "Је л' ти Андрија рекао зашто је сазвао овај хитан састанак?"             | Милан Караџић и Станко Милошевић | Иван Јовановић, Нина Џувер, Стефан Андрeјић и Биљана Вујовић | 21. јун 2025.        |
| Андрија је сазвао хитан састанак, али ни Алекса ни Јована не знају о чему се ради, па их неизвесност убија. Мики Тамбура обавештава Дијану Ерски да од вечерас поново "почиње зезање". Миле Купус хвали самог себе код Ивана, наводећи да је диван саговорник. Како истиче, његов живот је роман, а оно што је имао са Кајом, љубавни бродолом, односно Титаник. Паја наговара Андрију да запосли још једног човека, али он не жели да разговара о томе. Јована долази код Алексе у канцеларију овај пут изгледа доносећи лепе вести. Панчета снима видео за своје пратиоце, којима је припремила једно изненађење - госта. Габријела је изгубила живце са Саром, па чак и повисила тон на њу. Андрија је сазвао хитан састанак, а Алекса је убеђен да се ради о Мађарима, иако Јована не мисли тако. |              |                                                                           |                                  |                                                              |                      |
| 1455 | 104          | "Ја не служим овде да тебе опуштам и забављам"                            | Милан Караџић и Станко Милошевић | Иван Јовановић, Нина Џувер, Стефан Андрeјић и Биљана Вујовић | 22. јун 2025.        |
| Ленка замера Алекси што је третира као дете и крије ствари од ње. Ленка и Алекса једу заједно, а он је видно нерасположен. Иако то пориче и тврди да се само мало замислио, Ленкина упорност га је навела да ипак призна да нешто није у реду, али да ће бити боље. Његово понашање је избацило Ленку из такта, па га је упозорила да она не служи како би га опуштала и забављала, већ да је она његова партнерка, са којом би требало да дели ствари, а не да крије ствари и да је штити као да је неко дете. Гала је дошла у кафић желећи да разговара са "пријатељем". Дијана и Мики Тамбура коментаришу пијаног госта, да би он напослетку отишао да се са истим и "обрачуна". Небојша Тамбура добија интригантан позив. |              |                                                                           |                                  |                                                              |                      |
| 1456 | 105          | Жиле долази код Саре са не тако лепим вестима                             | Милан Караџић и Станко Милошевић | Иван Јовановић, Нина Џувер, Стефан Андрeјић и Биљана Вујовић | 23. јун 2025.        |
| Сара позива свог колегу на разговор, јер је чула да је у њиховој ординацији био непознат човек који је баш њему направио скандал. Он покушава да то сакрије, али Сара увиђа да нешто крије од ње... Андрија и Јована имају састанак са Алексом у вези са новим улагањем. Алекса је скептичан, као и Јована, док их Андрија, као дугогодишњи успешни бизнисмен, уверава да ће све бити добро. Каја долази уплакана код Панчете и жали јој се. Јована сазива састанак, али не слути да ће доћи до свађе између Витомира и Наталије. Дала им је нови новинарски задатак, а Витомир се "граби" да га уради. Наталији то смета и почиње да виче на њега. Гала покушава да "смири страсти". Небојша и Мики се опет свађају у Фејму. Небојша му наређује да не долази на посао и обавештава га да ће од сад бити под његовом заштитом. Жиле долази код Саре да јој саопшти једну битну информацију, која није лепа. Ленка улази у Алексину канцеларију и провоцира га, али за то има повода... |              |                                                                           |                                  |                                                              |                      |
| 1457 | 106          | Габријела је опаснија него што изгледа...                                 | Милан Караџић и Станко Милошевић | Иван Јовановић, Нина Џувер, Стефан Андрeјић и Биљана Вујовић | 24. јун 2025.        |
| Одлучује да поремети планове Алекси и Ленки. Гала и Јована разговарају о Панчети и њеном влогу. Постоје неке примедбе и Гала мора то да саопшти Панчети. Габријела прислушкује Ленкин разговор и тако сазнаје да се она договорила да иде на пиће са Алексом у бизнис клуб. После посла, Габркјела одлучује да им поремети ппанове и појављује се баш у бизнис клубу у жељи да им се придружи за столом. Барбара тражи Жилета и долази у Фејм... |              |                                                                           |                                  |                                                              |                      |
| 1458 | 107          | Панчети није добро                                                        | Милан Караџић и Станко Милошевић | Иван Јовановић, Нина Џувер, Стефан Андрeјић и Биљана Вујовић | 25. јун 2025.        |
| Она остаје сама у кући... Каја одлази из Панчетине куће и сели се у свој стан, а ту вест Панчета тешко поднси. У сузама се поздравља са Кајом, и наређује Дарку да помогне Каји око пртљага. Са Панчетом у кући сада остају само Мина и Дарко. Мина сада пита Дарка да ли је сада срећан што више не деле кров са Кајом. Ленка се нервира јер примећује да се Габријела намеће сваки пут када Ленка проводи време са Алексом. То је приметио и он, али им није јасно зашто. Каја долази у Малдиве и саопштава Милету да може да се врати кући, да поново буду заједно. Жиле и Сара Бергер очекују госта у ординацији, али их је он баш изненадио. Барбара је имала задатак да шпијунира Сару, и све информације о њој доноси Вукашину. Панчета доживљава срчани удар... |              |                                                                           |                                  |                                                              |                      |
| 1459 | 108          | Јовану неко прати...                                                      | Милан Караџић и Станко Милошевић | Иван Јовановић, Нина Џувер, Стефан Андрeјић и Биљана Вујовић | 26. јун 2025.        |
| Јована долази кући потресена и саопштава Андрији да је неко пратио. Не зна ко је у питању, али је сигурна да не параноише. Иако јој није добро, Панчета говори свима супротно и тера Миду да јој помогне око посла и снимања влога. Миле је у проблему након разговора са Кајом, а Мидо се шали на његов рачун. За то време, једини који обавља посао у Малдивима је Горан. Наталија долази у Малдиве и Горан жели да разговара са њом, али она га спречава и одмах прелази на ствар, говорећи му да је причала са његовом девојком. Вукашин инсистира да се види са Андријом! Занима га какве он везе има са Игором Хорватом. У Фејм долази полиција по Микија Тамбуру... |              |                                                                           |                                  |                                                              |                      |
| 1460 | 109          | Вукашин и Барбара су "нањушили" нешто опасно                              | Милан Караџић и Станко Милошевић | Иван Јовановић, Нина Џувер, Стефан Андрeјић и Биљана Вујовић | 27. јун 2025.        |
| Да ли ће звати полицију у помоћ? Након разговора о Игору Хорвату, Вукашин пита Андрију да ли је забринут. Андрија негира, док Вукашин сматра да би требало. Панчети опет није добро, и то у тренутку када снима нови влог. До погоршања здравља долази и код Јоване и то у сред састанка са Галом и Вањом. Јована је под стресом јер се плаши да је безбедност њене породице угрожена, али да Андрија о томе ћути. Наталију занима зашто Горан није са Галом, коју сматра супер девојком. Горан покушава да избегне одговор. Жиле и Мики се свађају због Саре и њених планова са Жилетом. Мики сумња да они нешто крију од њега. Вукашин и Барбара су "нањушили" нешто што је вредно интервенисања полиције... |              |                                                                           |                                  |                                                              |                      |
| 1461 | 110          | Неочекиван гост долази на Габријелина врата                               | Милан Караџић и Станко Милошевић | Иван Јовановић, Нина Џувер, Стефан Андрeјић и Биљана Вујовић | 28. јун 2025.        |
| Мидо долази код Панчете да види како је. Када га види на вратима, она се изнова изнервира што долази код ње, али то није његов једини повод. Он је дошао заправо да се мало похвали. Упркос Микијевој речи да не жели полицајце у свом ресторану, Небојша инсистира и они проводе један дан у "Фејму". Међутим, Мики моли свог сина да склони полицајце, јер му не треба никаква пратња. С друге стране, Небојша се само брине за свог оца. Андрија се налази са својим највећим непријатељем у бизнис клубу како би се обрачунао. Олга је потиштена зато што њени блиски људи нису схватили њен интервју у новинама на прави начин, и зато се жали Биљани у телефонском позиву. Тај Олгин интервју тригерује Ивана на много тужне емоције и спознаје. Долази код Олге, бесан, јер схвата да га сви ниподаштавају и да не верују да ће он објавити свој роман, Олга је у шоку. Габријели у "глуво доба" неко звони на врата... |              |                                                                           |                                  |                                                              |                      |
| 1462 | 111          | Игор Хорват одлази код Габријеле                                          | Милан Караџић и Станко Милошевић | Иван Јовановић, Нина Џувер, Стефан Андрeјић и Биљана Вујовић | 29. јун 2025.        |
| Биљана се састаје са Олгом у Фејму и наговара је да Ивана пошаље на разговор код психотерапеута... Габријела неће крити колико ју је ова посета шокирала, а занима је само једно - откуд он у Србији? Како се Габријела и Хорват познају и како ће Андрија реаговати када схвати да их повезује нешто из прошлости, ускоро ћемо сазнати. Тамбура добија позив из полиције, а битну информацију која долази до њега поделиће са Микијем, који се одмах упућује у Фејм како би разговарао са Жилетом... |              |                                                                           |                                  |                                                              |                      |
| 1463 | 112          | Габријела позива Ленку да се виде насамо                                  | Милан Караџић и Станко Милошевић | Иван Јовановић, Нина Џувер, Стефан Андрeјић и Биљана Вујовић | 30. јун 2025.        |
| Ленка је изненађена! Гала гледа Панчетин видео и није одушевљена. Жали се Ленки, која има исти утисак да клип не задовољава њихове критеријуме. Габријела позива Ленку да се виде насамо. Састају се у бизнис клубу, и Ленка не крије изненађеност због позива, али је спремна да јој каже све што јој смета. Панчети је данима лоше и то крије од свих. Гала долази код ње да јој да нове смернице за снимање влога, и Панчета има прилику да јој се пожали на здравље, али то ипак не чини. Опет јој је лоше... |              |                                                                           |                                  |                                                              |                      |
| 1464 | 113          | Сара и Жиле су разоткривени!                                              | Милан Караџић и Станко Милошевић | Иван Јовановић, Нина Џувер, Стефан Андрeјић и Биљана Вујовић | 1. јул 2025.         |
| Бесни су јер схватају да их је неко све време прислушкивао. Панчета се жали Гали да су је претрпали послом и да не може да стигне снимање видеа које су они у Дони замислили. Сара и Жиле су бесни јер су схватили да их је неко све време прислушкивао. Покушавају да сазнају ко зна све њихове тајне послове. Габријела се опет свађа са Биљаном, замерајући јој да и даље није научила како да комуницира са својом ћерком. Биљана се труди да је разуме, али безуспешно. Наталија и Горан флертују у Малдивима, и он је прилично заинтересован, али Наталија је свесна да има посла са швалером. |              |                                                                           |                                  |                                                              |                      |
| 1465 | 114          | Габријела не може да одоли Игору!                                         | Милан Караџић и Станко Милошевић | Иван Јовановић, Нина Џувер, Стефан Андрeјић и Биљана Вујовић | 2. јул 2025.         |
| Заједно одлазе на пиће. Након што се Игор Хорват вратио у Габријелин живот, она постаје свесна да га ипак није заборавила. Игор је и даље заинтересован за њу, а ни она није баш имуна на њега па му се поверава да је тренутно сама. Кући се враћа касно у ноћ, а то све прати и Биљана коју јако занима где је била њена ћерка. Алекса саопштава Јовани да је посао са Мађарима "под контролом" и да не морају да брину. Иван и Олга доручкују, и Иван инсистира да им се за столом придружи и Маријана, која то жели ипак да избегне. Иван наставља да инсистира, али Олги то не одговара јер жели да разговара насамо са Иваном. Миле улази у Алексину канцеларију, сав задихан, прекида њихов састанак говорећи да је много хитно и важно оно што има да каже Алекси... |              |                                                                           |                                  |                                                              |                      |
| 1466 | 115          | Иван је у секти?                                                          | Милан Караџић и Станко Милошевић | Иван Јовановић, Нина Џувер, Стефан Андрeјић и Биљана Вујовић | 3. јул 2025.         |
| Олга не престаје да се брине. Након што је Панчета имала јак срчани удар, сви хрле у блоницу да је посете. Мидо не жели да је напусти ни секунд, а када Алекса сазна да је у болници, оставља све пословне обавезе и одлази да разговара са доктором. А вести нису баш најбоље. Сара и Жиле се састају са Игором, јер морају да га обавесте да је неко у ординацији поставио прислушкивач и да све што су изговорили може да их компромитује. Игор је изразито бесан. То да је Габријела власница простора у ком се налази Сарина ординација му је важно, па брже-боље зове Габријелу и моли је да му нађе стан у ком ће моћи да се крије. Габријела му предаје кључеве Павловог стана. Олга затиче Ивана како медитира, а уједно се моли за Панчету, па страхује да он није можда у секти. Њена брига се наставља, па одлучује да пита Маријану да ли је и она приметила нешто чудно у Ивановом понашању. Због свега што се дешава са Панчетом, Миле не може да ради у Малдивима и жали се Горану, који је "на седмом небу". |              |                                                                           |                                  |                                                              |                      |
| 1467 | 116          | Да ли ће Габријела рећи мајци са ким се тајно виђа?                       | Милан Караџић и Станко Милошевић | Иван Јовановић, Нина Џувер, Стефан Андрeјић и Биљана Вујовић | 4. јул 2025.         |
| Биљана провоцира Габријелу не би ли сазнала са којим мушкарцем се виђа, али Габријела не реагује. Сви су забринути због Панчете, али се надају да ће бити добро. Док Ленка и Алекса нису могли да спавају, Каја је у сузама и не може да се смири. С друге стране, лоше о вести о Панчети нису дошле до свих, па се тако Гала шокира када јој Ленка саопштава да је Панчета имала срчани удар и да је у болници. Мидо не напушта болницу... |              |                                                                           |                                  |                                                              |                      |
| 1468 | 117          | Панчета је отворила очи, али...                                           | Милан Караџић и Станко Милошевић | Иван Јовановић, Нина Џувер, Стефан Андрeјић и Биљана Вујовић | 4. јул 2025.         |
| Мидо убеђује клонулог Алексу да је то што је Панчета отворила очи добар знак, али он као да га не чује. Ипак, добре вести ће стићи и од доктора, Панчи је будна и има два уграђена стента. Габријела не одустаје од разговора са Ленком. Доноси јој кафу у канцлеарију, али Ленка овог пута нема намеру да посустане, те јој саопштава да је у гужви и да има много посла. Биљана показује очигледно незадовољство због касног сусрета са Саром, док Габријела одлази на једну занимљиву чашу врхунског вина... Али, Габријела није једина којој се смеши интересантан сусрет. И Гала има план... |              |                                                                           |                                  |                                                              |                      |
| 1469 | 118          | Мидо и Алекса са нестрпљењем очекују вести о Панчети, али доктора нема... | Милан Караџић и Станко Милошевић | Иван Јовановић, Нина Џувер, Стефан Андрeјић и Биљана Вујовић | 6. јул 2025.         |
| Маријана је шокирана издањем у ком је затекла Ивана, а када у разговору са Олгом сазна да је она забринута за свог мужа, неће оклевати да са њом подели оно што је видела... После присећања на прошле дане и уживања у пијуцкању вина, Габријела сазнаје од бившег да га је посетила њена мајка. Шокирана је и љута што јој није рекао раније, али његов одговор ће је за тренутак умирити. Због неочекиване посете, Лазар ће се наћи у "небраном грожђу". Преморена Јована долази кући и саопштава Андрији да не може више. Због неочекиваног пољупца, успаничена Гала једва чека да побегне из Малдива, али то јој неће лако поћи за руком. Мидо и Алекса са нестрпљењем чекају вести о Панчети, али доктор се не појављује... |              |                                                                           |                                  |                                                              |                      |
| 1470 | 119          | Алекса је страшно забринут!                                               | Милан Караџић и Станко Милошевић | Иван Јовановић, Нина Џувер, Стефан Андрeјић и Биљана Вујовић | 7. јул 2025.         |
| Мидо покушава да пронађе решење које ће бити најбоље за Панчетин опоравак, након што изађе из болнице, а Горан има предлог. Док разговарају о Ивану, Маријана пред Олгом изражава своју сумњу да је Иван можда упао у секту. Олга не може да поверује у оно што чује, али убрзо схвата да би то заиста могло да буде објашњење за сва Иванова необична понашања. Гала признаје Јовани да је изненађена њеним позивом на пиће. |              |                                                                           |                                  |                                                              |                      |
| 1471 | 120          | "Пустиш ми поруку да се чујемо, а онда се не јављаш! О чему се ради?"     | Милан Караџић и Станко Милошевић | Иван Јовановић, Нина Џувер, Стефан Андрeјић и Биљана Вујовић | 8. јул 2025.         |
| Након што је Олга дошла код Вукашина по помоћ, он касније моли Барбару да му помогне у вези са истрагом око Ивана. Не само да се брине Олга, већ и Алекса који инсистира да разговара са Иваном. Габријела и Јована пију пиће у Фејму и разговарају о Панчети. Габријела је слабо познаје, али свакако исказује жал што је она у болници. Горан долази у Малдиве и саопштава нову одлуку Милету и Миду. Андрија захтева да буде сам у бизнис клубу, али конобари га ометају. Ипак, успева да обави врло важан телефонски разговор... |              |                                                                           |                                  |                                                              |                      |
| 1472 | 121          | Игор Хорват зове Андрију да се коначно виде                               | Милан Караџић и Станко Милошевић | Иван Јовановић, Нина Џувер, Стефан Андрeјић и Биљана Вујовић | 9. јул 2025.         |
| Игор инсистира да разговарају. Јована се жали Габријели да није сигурна да ли ће моћи да чека Панчетин повратак на посао, јер се Панчета после срчаног удара још увек није пробудила. Габријела је затечена оним што чује. Након што му је адвокат саопштио да су му украдени документи, међу којима је и папирологија о пројекту Тигар, Андрија је ван себе! Сигуран је да је неко тенденциозно провалио у канцеларију његовог адвоката, и не зна шта да ради. У том тренутку, добија позив Игора Хорвата који инсистира на виђању. Дарко долази у Фејм и затиче Микија Тамбуру који и није баш превише фин према њему. Алекса добија позив од Панчетиног доктора... |              |                                                                           |                                  |                                                              |                      |
| 1473 | 122          | Сумњива особа улази у Панчетину собу                                      | Милан Караџић и Станко Милошевић | Иван Јовановић, Нина Џувер, Стефан Андрeјић и Биљана Вујовић | 10. јул 2025.        |
| Панчета се пробудила и њено стање се знатно побољшало. Сви су се окупили у Малдивима да то прославе. Андрија пита Јовану да ли жели да се врате у Америку, и она је шокирана тим питањем. Покушава да сазна зашто је то Андрији сада пало на памет, али он не жели да јој одаје више информација. Игор и Габријела настављају виђање и она овог пута одлази у његов стан. Нуди јој вино, и изгледа да је реч о романтичном сусрету. Непозната особа улази у Панчетину собу и долази до инцидента. Дан касније, у посету јој долазе Мидо и Алекса који сазнају шта се десило. Небојша добија податак о ризичној ситуацији и говори колеги да сви морају да буду обавештени о тренутном стању. |              |                                                                           |                                  |                                                              |                      |
| 1474 | 123          | Иван је све сумњивији                                                     | Милан Караџић и Станко Милошевић | Иван Јовановић, Нина Џувер, Стефан Андрeјић и Биљана Вујовић | 11. јул 2025.        |
| Олга пита Ивана како је Панчета, и бесна је јер не добија конкретан одговор. Иван, својим понашањем, све више "баца сенку" на себе и Олга све више сумња да са њим нешто није у реду. Након колегијума у Дони, сви су напети, Јована посебно и своје нерасположење је "истресла" на Витомира. Гала и Ленка су у шоку. Дарко долази у Фејм на разговор на посао, али Мики Тамбура је превише расејан и њихов разговор тече врло необично. Због тога, Дарко касни у посету Панчети, а Мина је зато бесна. Алекса не одустаје од Ивана и инсистира да поново разговарају... |              |                                                                           |                                  |                                                              |                      |
| 1475 | 124          | Зашто је Иван кришом дошао код Панчете?                                   | Милан Караџић и Станко Милошевић | Иван Јовановић, Нина Џувер, Стефан Андрeјић и Биљана Вујовић | 12. јул 2025.        |
| Алекса захтева одговоре! Вукашин испитује Барбару да ли има новитета у вези са Иваном. Она га је, извесно време, пратила, али ништа чудно није приметила. Након што приводе Андрију Бошњака и одводе на испитивање, Јована стиже у посету, шокирана и сломљена. Андрија је теши говорећи да ће све бити у реду. С друге стране, љут је и бесан на свог адвоката јер није заштитио поверљива докуметна. Алкса је изненађен што је Иван ишао кришом код Панчете у посету, и инсистира да сазна зашто крије и шта је радио у болници, ван времена за посету. |              |                                                                           |                                  |                                                              |                      |
| 1476 | 125          | Андрија је бесан и тражи помоћ                                            | Милан Караџић и Станко Милошевић | Иван Јовановић, Нина Џувер, Стефан Андрeјић и Биљана Вујовић | 13. јул 2025.        |
| Не занима га колико је тешко пронаћи решење, али од свог адвоката захтева да га избави из затвора! Адвокат долази код Андрије у посету, који је и даље бесан на њега. Адвокат се правда да је све учинио све да заштити те документе, али Андрија му не верује. Вукашин наставља истрагу о Ивану, али сада мења тактику истраживања и о томе обавештава Олгу. Миле и Горан се понашају млако пред Мидом, који затиче празне Малдиве, док њих двојица спавају, а увелико је требало да отворе кафић. Мидо им "држи буквицу". Алекса долази код Панчете у болницу и са кнедлом у грлу јој се поверава... |              |                                                                           |                                  |                                                              |                      |
| 1477 | 126          | Иван моли за помоћ                                                        | Милан Караџић и Станко Милошевић | Иван Јовановић, Нина Џувер, Стефан Андрeјић и Биљана Вујовић | 14. јул 2025.        |
| Вукашин и даље истражује Иванов случај, а Олга вапи за сваком новом информацијом, јер брине да је он у некој секти. Стеван зеза Марту да је она у љубавној вези са колегом, а она се страшно љути и покушава да га ућутка! Вукашин долази код Олге и саопштава јој да је нашао нови траг у вези са Иваном. С друге стране, Иван се обраћа Алекси за помоћ. Сара Бергер и Жиле долазе код Игора Хорвата јер имају нешто важно да му саопште... |              |                                                                           |                                  |                                                              |                      |
| 1478 | 127          | "Ја сам свој део одрадио, радећи кампању против Андрије Бошњака"          | Милан Караџић и Станко Милошевић | Иван Јовановић, Нина Џувер, Стефан Андрeјић и Биљана Вујовић | 15. јул 2025.        |
| Мики Тамбура "петља" нешто са својим сарадницима. Боба долази код Вукашина и предлаже му да се венчају. Он јој, у чуду, саопштава да је ом већ ожењен. Иван тражи од Алексе финансијску помоћ. Алекса је у шоку и сада очекује да му треба новац за неку експедицију у иностранство, али Иван га уверава да оно што има на уму је добра идеја. Микијев сарадник долази у Фејм и говори му да је успешно одрадио кампању против Андрије, али Мики Тамбура сматра да му је дужан паре. Боба се жали Марти на Вукашина, и прави паралелу са њеном љубавном ситуацијом. Док Марта покушава да раскине, Боба покушава да натера Вукашина да је воли. Алекса пре посла долази Панчети у посету, што Ленку изненађује јер је ни не нуди да иду заједно. Иван је спреман да опрости Олги, ако му она помогне... |              |                                                                           |                                  |                                                              |                      |
| 1479 | 128          | Нови хаос између Габријеле и Ленке                                        | Милан Караџић и Станко Милошевић | Иван Јовановић, Нина Џувер, Стефан Андрeјић и Биљана Вујовић | 16. јул 2025.        |
| Ленка се опет жали Алекси. Вања долази код Бобе у канцеларију по одговоре. Оставља је у шоку, јер Боба не може да верује да Вања уме толико да се прави луда. Горан изводи Наталију на пиће у Малдиве. С друге стране и Иван вапи за новим почетком, па тако моли Олгу за помоћ. Међутим, уместо подршке добија увреде. Габријела опет прави проблем и Ленка одлучује да јој се супростави, а о томе касније обавештава и Алексу. Адвокат опет долази код Андрије у посету, али сада са правим информацијама... |              |                                                                           |                                  |                                                              |                      |
| 1480 | 129          | Алекса доноси лепе вести у затвор                                         | Милан Караџић и Станко Милошевић | Иван Јовановић, Нина Џувер, Стефан Андрeјић и Биљана Вујовић | 17. јул 2025.        |
| Андрија је потпуно изгубио наду да ће изаћи из затвора. Алекса му долази у посету и пружа му подршку и верује да ће ускоро бити на слободи. Габријела стиже кући где је чека забринута Биљана. Иван је дошао код Вукашина јер жели да се пријави на конкурс за посао. Вукашин је и даље у шоку, чак му се мало и подсмева. Након што је Наталија дошла у Малдиве на пиће са Гораном, он јој саопштава да је остао без крова над главом. Она му нуди свој стан док не нађе друго решење, али Горан избегава одговор. Зато, Наталији пада на памет да су њих двоје само "секс комбинација" и та мисао је боли... Панчета се пробудила и Алекса је нон-стоп обилази. Саопштава јој да ће се, након изласка из болнице, Панчета преселити у вилу, али она негодује... |              |                                                                           |                                  |                                                              |                      |
| 1481 | 130          | "Одакле ти идеја да можеш тек тако да седнеш за мој сто?"                 | Милан Караџић и Станко Милошевић | Иван Јовановић, Нина Џувер, Стефан Андрeјић и Биљана Вујовић | 18. јул 2025.        |
| Срећу се Игор Хорват и Јована Бошњак! Јована се враћа у "Дону" и сазива колегијум. Вања не крије своју претерану радозналост и нон-стоп пита Јовану за Андрију, али она одбија да јој одговори. Јована инсистира да причају о послу и захтева од свих присутних да је упуте у све што је пропустила. Изгледа да ће Габријела "награбусити" због своје несмотрене одлуке, а Ленка и навија за то. Наталија долази код Гале јер жели да разговоарају о Горану. Гала се брани да нема потребе за тим јер се она са Гораном није чула дуго, али Наталија алудира на нешто друго. Габријела долази код Игора на вечеру и почињу да се свађају. Она је свесна да је Игор неискрен и да има неки други циљ. Поред Алексе, и Каја долази Панчети у посету, пресрећна што се она пробудила и што се опоравља. Игор среће Јовану у бизнис клубу и седа за њен сто. Она не зна ко је Игор Хорват, али јој свакако није јасно одакле му слобода да тако лако може да седне за њен сто. |              |                                                                           |                                  |                                                              |                      |
| 1482 | 131          | Габријела доживљава нервни слом након вечере са Игором                    | Милан Караџић и Станко Милошевић | Иван Јовановић, Нина Џувер, Стефан Андрeјић и Биљана Вујовић | 19. јул 2025.        |
| Алекса саопштава укућанима да Панчета ипак не долази у вилу. Сви су се тако радовали, а сада им није јасно зашто ипак жели да оде својој кући. С друге стране, има и оних који нису обавештени да Панчета не иде у вилу Каначки, па тако Миле Купус и Мидо већ увелико маштају како ће стално долазити у вилу, да посете Панчету. Габријела и Игор уживају у вечери у његовом стану све док не почну да причају о Андрији Бошњаку. Габријела није очекивала да ће он завршити иза решетака јер има "мутне послове", али Игор је убеђује у супротно, како је он криминалац. Игор јој чак признаје да је умешао прсте у Андријино хапшење. Габријела то тешко подноси... |              |                                                                           |                                  |                                                              |                      |
| 1483 | 132          | "Не мислиш ваљда да хоћу да те отрујем"                                   | Милан Караџић и Станко Милошевић | Иван Јовановић, Нина Џувер, Стефан Андрeјић и Биљана Вујовић | 20. јул 2025.        |
| Олга је изненађена Ивановим романитчним гестом. Јована посећује Андрију, видно узнемирена. Све што жели јесте да јој искрено одговори на питање ко је Игор Хорват. Габријела је устала раније него иначе, али за то постоји оправдан разлог, верује да је посао мало оптерећује. Иван доноси Олги храну у кревет, због чега је она веома изненађена, а он не пропушта прилику да је мало "боцне" речима: "Не мислиш ваљда да хоћу да те отрујем". Гала признаје Ленки да ноћима не може ока да склопи. Екипица припрема све за Панчетин повратак кући, али Миду се не допада како је све украшено, јер га подсећа на дечји рођендан. |              |                                                                           |                                  |                                                              |                      |
| 1484 | 133          | Габријела разоткрива Игора                                                | Милан Караџић и Станко Милошевић | Иван Јовановић, Нина Џувер, Стефан Андрeјић и Биљана Вујовић | 21. јул 2025.        |
| "Нисам сигурна да ли ја то желим". Након што је Боба дошла на Вукашинов посао и уценила га - или венчање или раскид, Вукашин јој је рекао да он не трпи ултиматуме. Није му јасно да ли га она сада проси или му прети. Андрија наговара свог адвоката да у помоћ позову Вукашина, али адвокат изричито говори да то није добра идеја. Андрији није јасно зашто, јер му се чини као добра идеја, поготово што је Вукашин експедетиван и поверљив, али адвокат га одвраћа од те идеје говорећи да сада треба да сарађују само са тужилаштвом. Адвокат, ипак, на крају, одлази код Вукашина, јер Андријина реч је последња. Горан организује романтично вече са Наталијом у Малдивима, али њој се чини да се Горан променио. Почиње да сумња у њихову љубавну везу. Између Габријеле и Игора долази до прве озбиљне свађе. Пошто Игор ни о чему не жели искрено да прича, Габријели то смета и почиње да увижа да се он вратио из других разлога и то је љути... |              |                                                                           |                                  |                                                              |                      |
| 1485 | 134          | Игор је претио Јовани, а зашто је то Вукашину важна информација?          | Милан Караџић и Станко Милошевић | Иван Јовановић, Нина Џувер, Стефан Андрeјић и Биљана Вујовић | 22. јул 2025.        |
| Вукашин прискаче у помоћ Андрији Бошњаку! Ситуација са Андријом је много озбиљнија него што су сви мислили. Тога је највише свестан Вукашин који пристаје да му помогне и долази да га посети. Све ово постаје агонија за Јовану која је сама, а подршку и речи утехе јој пружа Боба. Агонија постаје и за раднике у "Дони", па се Ленка пита шта ће бити са њима ако је Андрија стварно кривац. Вукашин сазнаје да је Игор Хорват претио Јовани Бошњак и то је за њега врло корисна информација! Вања затиче Сару и Жилета у кафићу, како се скривају јер немају где да се кришом налазе, па шокирана почиње да их преиспитује. Панчети опет није добро... |              |                                                                           |                                  |                                                              |                      |
| 1486 | 135          | Небојша долази у Дону са налогом и тражи Јовану и Алексу                  | Милан Караџић и Станко Милошевић | Иван Јовановић, Нина Џувер, Стефан Андрeјић и Биљана Вујовић | 23. јул 2025.        |
| Алекса је у Андрију изгубио поверење, али да ли ће Јована, његова супруга, до краја остати на његовој страни? Биљана одлази на сеансу код Саре и жали се на Габријелу, јер сумња да да се тајно виђа са неким. Боба долази у фирму сва сломљена, и жали се Марти да више не може да издржи све што јој приређује Вукашин. После разговора са Небојшом, Алекса почиње да сумња на Андрију и ако је пре могао да му поклони поверење, сада више није тако. Поверава се Јовани, у нади да ће сазнати нове информације о Андрији, али Јована је сигурна да њен муж није криминалац и она му безгранично верује. Алекса, пак сматра да треба да буде обазрива. Вукашин долази у своју канцеларију и затиче хаос. Ленка и Гала се плаше шта ће бити са "Доном" сада када је Андрија у притвору и не зна се када ће изаћи на слободу. Њихов страх тек добија смисао када полиција дође у фирму и заплењује ствари, наводећи раднике да напусте просторије. Вања због тога доживљава нервни слом, али Габријела и Јована су фокусиране на приоритете. Међутим, не могу бити толико прибране, када у фирму долази Небојша са налогом. Горан затиче Панчету у несвести... |              |                                                                           |                                  |                                                              |                      |
| 1487 | 136          | "Или ћеш све да ми испричаш, или ме никада више нећеш видети"             | Милан Караџић и Станко Милошевић | Иван Јовановић, Нина Џувер, Стефан Андрeјић и Биљана Вујовић | 24. јул 2025.        |
| Габријели је доста свега! Мидо је једва чекао да искористи прилику да удовољи Панчети! Њој се допада та идеја, па је решила да му приреди једну игрицу! Прикупљање доказа против Андрије Бошњака се наставља и Небојша ради пуном паром! Међутим, пред врата му долази Алекса који га убеђује да Андрија није криминалац и да му други смештају, али Небојша не жели да чује о томе ни реч. Габријела долази код Игора, бесна! Након фијаска у фирми, Габријела је ван себе и захтева да јој Игор све призна, или ће заувек отићи из његовог живота. Наталија, Витомир, Гала и Ленка се налазе у Малдивима, а за шанком Горан. Наталија је срећна што види Горана, али Витомир је ван себе јер не зна шта ће бити са његовом каријером. Одговоре тражи од Ленке, беан и љут, напомињући да је она "прва дама фирме" и да она мора да има нове информације! |              |                                                                           |                                  |                                                              |                      |
| 1488 | 137          | "Одмах изађи напоље! Шта сам ја рекла?"                                   | Милан Караџић и Станко Милошевић | Иван Јовановић, Нина Џувер, Стефан Андрeјић и Биљана Вујовић | 25. јул 2025.        |
| Сари долази незвани гост... Витомир и Наталија се срећу на послу. Она и даље осећа љубомору и провоцира питањима где је био соноћ и зашто је каснио на посао. У том, пролази Гала која му се осмехује, а Наталија и даље не може да верује да су њих двоје заједно. Ленка и Алекса се свађају због Андрије Бошњака. Док он силно жели да верује да је Андрија невин, Ленка га подсећа да су због њега они првобитно и изгубили фирму. Габријели је јако тешко да се врати на радно место и да се прави да о Андријином хапшењу не зна ништа. Вукашин долази код Саре Бергер у ординацију. Она га безуспешно избацује напоље. |              |                                                                           |                                  |                                                              |                      |
| 1489 | 138          | Вукашин и Игор, коначно "један на један"                                  | Милан Караџић и Станко Милошевић | Иван Јовановић, Нина Џувер, Стефан Андрeјић и Биљана Вујовић | 26. јул 2025.        |
| Игор признаје да има везе са Андријиним хапшењем. Гала и Витомир флертују на послу и то Наталији смета. Упорно покушава да сазна шта се то десило међу њима, и прави љубоморне сцене, али Гала и Витомир уживају. Вукашин доалзи код Саре Бергер и захтева одговоре! Она, из немоћи, мора да позове Игора Хорвата, који му касније признаје да он стоји иза Андријиног хапшења и има везе са акцијом "Тигар". О Андрији Бошњаку се прича и у полицијским редовима, па тако Мики Тамбура долази код Небојше како би разговарао баш о актуелној теми и његовом притвору. Јована долази, сва слуђена, у посету Андрији и жели све да му исприча шта се десило у "Дони", а опет не жели да га оптерећује. После разговора са Игором Хорватом, Вукашин долази у вилу и разговара са Алексом. Ленка жели да им се придружи, али Алекса инсистира на приватности и то Ленку још више љути. Јована добија важну СМС поруку и нервозно напушта стан... |              |                                                                           |                                  |                                                              |                      |
| 1490 | 139          | Жиле пребија Микија Тамбуру                                               | Милан Караџић и Станко Милошевић | Иван Јовановић, Нина Џувер, Стефан Андрeјић и Биљана Вујовић | 27. јул 2025.        |
| Вукашин сазнаје шта се крије иза Хорватове освете Андрији Бошњаку и о томе разговара са Алексом. Гала и Витомир настављају да глуме заљубљен пар само како би Наталију и Горана направили љубоморнима. Иако Горан за сада не показује знакове љубоморе, Наталија "гори" од беса сваки пут када види Галу поред Витомира. Игор Хорват и Јована Бошњак се састају у бизнис клубу... Ленка поново улази у сукоб са Алексом и говори му да је из свега искључује и да тиме мисли да ће спасити фирму. У Фејму избија невиђен скандал када Мики оптужи Жилета да му ради иза леђа, а он у том моменту физички насрне на њега... Сукоб ће бити толико озбиљан да ни обезбеђење неће моћи да их раздвоји. |              |                                                                           |                                  |                                                              |                      |
| 1491 | 140          | "Зашто си ме издао?"                                                      | Милан Караџић и Станко Милошевић | Иван Јовановић, Нина Џувер, Стефан Андрeјић и Биљана Вујовић | 28. јул 2025.        |
| Андрија мисли да га је Вукашин издао, а Вукашин да га је Андрија слагао. Ко је ту у праву? Алекса опет долази Андрији у посету и доноси му, не тако добре, вести. Алекса покушава да уразуми Андрију и наговара га да открије где се налази Гвозден, јер Алекса не жели да потоне као Андрија. Напомиње му да има одговорност према породици, али и према запосленима. Након разговора са Андријом, Алекса долази код Јоване јер жели и са њом да разговара. Жиле говори Игору Хорвату шта се десило са Микијем Тамбуром и Игор не може да верује да Тамбура зна о њему све. Матеа има непријатан сусрет на улици и то са мушкарцем ког јако добро познаје. Ленка на колегијуму пита Јовану шта ће бити са новим бројем Доне, јер немају довољно новца да попуне цео лист. Јована јој дрчно одговара да је то њен посао као уреднице и да треба сама да се снађе. И Вукашин долази Андрији у посету јер жели да сазна зашто га је слагао. Међутим и Андрија има питање за њега - зашто га је издао... |              |                                                                           |                                  |                                                              |                      |
| 1492 | 141          | Лазар се удвара Боби                                                      | Милан Караџић и Станко Милошевић | Иван Јовановић, Нина Џувер, Стефан Андрeјић и Биљана Вујовић | 29. јул 2025.        |
| Жиле након туче долази до Тамбуре и поручује му да ће Фејм ускоро да буде његов. Сара са Вељком долази у Бизнис клуб и тамо сазнаје да је он тог дана већ био на истом месту и то у друштву Матее, у коју је заљубљен. Боба је неутешна због компликованог односа сѕ Вукашином, а Лазар је одлучио да ту ситуацију искористи и да јој се удвара. Купује јој роковник, али ту се не зауставља - говори јој да је лепа... Мидо је забринут за Панчету. У разговору са Гораном говори да примећује да се са њом нешто чудно дешава и да мисли да је пала у тешку депресију. Габријела одлази на вечеру код Игора Хорвата... |              |                                                                           |                                  |                                                              |                      |
| 1493 | 142          | Јована и Алекса изненађени због ове посете                                | Милан Караџић и Станко Милошевић | Иван Јовановић, Нина Џувер, Стефан Андрeјић и Биљана Вујовић | 30. јул 2025.        |
| Јована и Алекса су у сали за састанке и даље размишљају шта да раде, а једна особа прекида њихов састанак. Врло су изненађени када је виде на вратима... Ленка, заједно са Наталијом и Витомиром, покушава да нађе решење како ће да попуни нови број магазина. Прилично су сви депримирани, будући да су њихова радна места у неизвесности. Иван долази код Панчете у кућу, али Дарко га напада, не знајући ко је, али га сместа избацује из куће. Мина наилази и покушава да смири ситуацију. Лазар доноси мали знак пажње Боби, а она му саопштава да за њега има изненађење. |              |                                                                           |                                  |                                                              |                      |
| 1494 | 143          | "Мислим да Дона магазин не може да опстане"                               | Милан Караџић и Станко Милошевић | Иван Јовановић, Нина Џувер, Стефан Андрeјић и Биљана Вујовић | 31. јул 2025.        |
| Боба саопштава Лазару да добија унапређење на послу. Он неће моћи да сакрије одушевљење због тога, као што и Матеа неће моћи да сакрије колико је љубоморна на њега. Јована организује састанак са Габријелом и Алексом у нади да заједно пронађу решење за проблем у којем се налазе. Габријела предлаже да Јована уради оно што Игор Хорват од њих тражи, а да ли иза тога свега стоје њене скривене намере у остваривању његовог плана, остаје нам да видимо. Каја је забринута за Милета који јој се већ неколико дана не јавља на телефон... Дона магазин је у великом проблему и што пре морају да пронађу замену за Панчету, јер им је то једини спас... Међутим, ускоро до Јоване и Алексе долазе лоше вести, због чега мисле да магазин неће моћи да опстане. |              |                                                                           |                                  |                                                              |                      |
| 1495 | 144          | Габријела прелази у Игоров тим                                            | Милан Караџић и Станко Милошевић | Иван Јовановић, Нина Џувер, Стефан Андрeјић и Биљана Вујовић | 1. август 2025.      |
| Игор Хорват је у шоку. Габријела се љути на Игора када сазнаје да он, поред ње, има још један извор информација. Не зна да је у питању Жиле, и то посредством Вање, али је љути јер сматра да му је она довољна, будући да му је баш она "предала фирму на тацни". Игор је шокиран што је Гасбријела "прешла у његов тим" и није му јасно како је то одједном одлучила. До јуче бесна и љута на њега, а данас имају исте интересе. Габријела му је објаснила да је то урадила не због њега, већ због себе, јер има она своје интересе. Алекса и Ленка долазе код Панчете у нади да ће је наговорити да се пресели код њих у вилу, како би лакше текао њен опоравак. Међутим, њих двоје се свађају пред Панчетом, која наравно има своје мишљење. Гала тражи Мида у Малдивима, и Горану је то помало чудно. Не зна да Гала за Мида има пословну понуду... |              |                                                                           |                                  |                                                              |                      |
| 1496 | 145          | "Откуд вас двоје заједно!?"                                               | Милан Караџић и Станко Милошевић | Иван Јовановић, Нина Џувер, Стефан Андрeјић и Биљана Вујовић | 2. август 2025.      |
| Андрију поново саслушавају, а Небојша га уверава да нема ништа лично против њега. Ленка позива Алексу да заједно доручкују и поразговарају о ономе што се десило претходне вечери, али он са изговором да жури у фирму, одлази од куће. Још увек под утиском, Ленка одлучује да се на супругово понашање пожали, ни мање ни више него Габријели. Непријатност у ваздуху може да се сече ножем - Гала у пратњи Мида долази код Панчете и моли је да се припреми за једно њено излагање. Андрија неће моћи да сакрије изненађење када му у посету у затвору заједно дођу Јована и Алекса. Вукашину није најјасније како су се докуметна за пореску нашла у фасцикли која је намењена полицији. |              |                                                                           |                                  |                                                              |                      |
| 1497 | 146          | "Сад је стварно време да причамо"                                         | Милан Караџић и Станко Милошевић | Иван Јовановић, Нина Џувер, Стефан Андрeјић и Биљана Вујовић | 3. август 2025.      |
| Андрија бесни због Алексиног себичног понашања, док Јована покушава да га смири, али и уразуми. Након што је Гала предложила решење за блог док се Панчета не опорави, Мидо уверава своју драгу да ништа неће урадити док се она са тим не сложи и моли је за одобрење да почне да ради као њена замена. Ленка улази у кревет и врло отворено Алекси ставља до знања да је крајње време да њих двоје разговарају... |              |                                                                           |                                  |                                                              |                      |
| 1498 | 147          | "Искористила си пољубац да ми рушиш ауторитет"                            | Милан Караџић и Станко Милошевић | Иван Јовановић, Нина Џувер, Стефан Андрeјић и Биљана Вујовић | 4. август 2025.      |
| Јована позива Вукашина и псотавља му само једно питање - да ли је на Алексиној и њеној страни. Витомир сав бес истреса на запослене у магазину Дона, што се Гали никако неће свидети због чега стаје на страну запослених. Витомир ово гледа као атак на њега и Галу оптужује да је искористила пољубац који се десио међу њима како би рушила његов ауторитет на послу. У бизнис клубу избија невиђени хаос - Стеван пребија Вељка који у том моменту пије пиће са Саром. Она одмах жели да зове полицију, међутим, Вељко одбија да то уради и говори да је све у реду. |              |                                                                           |                                  |                                                              |                      |
| 1499 | 148          | Вукашин покушава Гвоздену да уђе у траг                                   | Милан Караџић и Станко Милошевић | Иван Јовановић, Нина Џувер, Стефан Андрeјић и Биљана Вујовић | 5. август 2025.      |
| Породица и пријатељи припремају велико рођенданско изненађење за Панчету. У магазину Дона избија скандал када се на вратима фирме појави Сара Бергер. Она захтева да разговара са Јованом због Стевановог агресивног понашања према Вељку, али ће пре тога лично да се са њим обрачуна и то пред запосленима. Биљана је забринута за Габријелу која све мање времена проводи код куће и нема времена за њу, због чега моли Барбару за помоћ и тражи њене детективске услуге како би знала шта се дешава са њеним дететом. Вукашин одлази на место које је Гвозден волео да посећује и нада се да ће му тамо ући у траг... |              |                                                                           |                                  |                                                              |                      |
| 1500 | 149          | Ко се то појављује на Хорватовим вратима?                                 | Милан Караџић и Станко Милошевић | Иван Јовановић, Нина Џувер, Стефан Андрeјић и Биљана Вујовић | 6. август 2025.      |
| Барбара пристаје да помогне Биљани и почиње да прати Габријелу, а сазнање до којег долази све ће оставити у шоку. Мики признаје Небојши да је у проблему јер Жиле и Хорват раде иза његових леђа и хоће да му отму локал. Витомир и Гала настављају да глуме срећан заљубљени пар, а све са циљем да Наталију и Горана праве љубоморнима. Алекса поново наилази на проблем, због чега одлази код Вукашина у агенцију како би о свему на миру разговарали. Ленка из разговора са Кајом закључује да јој саветује да превари Алексу, што ће је видно оставити у шоку... Сара захтева од Алексе да отпусти Стевана јер је претукао њеног дечка Вељка. Међутим, сазнаје да се иза свега крију нерашчишћени рачуни из прошлости - Матеа и Вељко су били заједно... На Хорватовим вратима се појављује особа којој се он најмање надао... |              |                                                                           |                                  |                                                              |                      |
| 1501 | 150          | "Да ли је истина да си малтретирао Матеу?"                                | Милан Караџић и Станко Милошевић | Иван Јовановић, Нина Џувер, Стефан Андрeјић и Биљана Вујовић | 7. август 2025.      |
| Боба признаје Лазару да је мислила на њега... Сара од Алексе сазнаје да су Вељко и Матеа били у вези и то јој се никако неће свидети. Позива га на разговор и отворено га пита да ли ју је малтретирао. Иван поново прави пропуст на послу. Због његове лоше организације Барбара не може да пронађе случај који јој је много важан и због тога виче на њега. Барбара доалзи код Биљане и говори јој са ким се Габријела виђа... |              |                                                                           |                                  |                                                              |                      |
| 1502 | 151          | Да ли се Боба заљубила у Лазара?                                          | Милан Караџић и Станко Милошевић | Иван Јовановић, Нина Џувер, Стефан Андрeјић и Биљана Вујовић | 8. август 2025.      |
| Боба је у разговору са Лазаром говорила о великој разлици у годинама када су емотивни односи у питању, а признала му је и да је размишљала о њему. Да ли је можда на помолу нова љубавна прича? Сара сазнаје све о Вељковом односу са Матеом и то му отворено говори, што ће га оставити у шоку, јер није очекивао да су се њих две упознале. Барбара сазнаје ко је мушкарац са којим се Габријела тајно виђѕ - у питању је Игор Хорват, највећи непријатељ Андрије Бошњака, којем је она блиска сарадница. Гала и Наталија доносе одлуку о објављивању Мидовог видеа, без да су за то добиле дозволу од Јоване. Да ли ће њихова смелост створити нови проблем у магазину Дона, ускоро ћемо сазнати. |              |                                                                           |                                  |                                                              |                      |
| 1503 | 152          | "Са мном не можеш да играш те игрице"                                     | Милан Караџић и Станко Милошевић | Иван Јовановић, Нина Џувер, Стефан Андрeјић и Биљана Вујовић | 9. август 2025.      |
| Сара је упутила Вељку озбиљно упозорење, које неће моћи да игнорише. Вукашин је дошао у посету Андрији који га са сузама у очима пита да ли се видео са Гвозденом, како је и да ли је добро. Вукашин га уверава да је све у реду и да је сада најважније шта ће он да уради. Вељко и Боба улазе у сукоб, а она му говори да ће позвати полицију, ако одмах не оде. Мина и Панчета разговарају о Дарку. Мина тврди да се мало променио и да је другачији. Алекса и Јована причају о Гвоздену. Јована открива да је Вукашин пронашао Гвоздена и сазнао какав је садржај писма које је послао Андрији. Сара говори Вељку да с њом не може да игра игрице и да мора да је без поговора слуша, уколико не жели да га пријави за насиље. Мидо пита Панчету шта би желела да јој поклони за рођендан, али је она изричита да не жели ништа. |              |                                                                           |                                  |                                                              |                      |
| 1504 | 153          | "Хоће то душо од недостатка с*кса"                                        | Милан Караџић и Станко Милошевић | Иван Јовановић, Нина Џувер, Стефан Андрeјић и Биљана Вујовић | 10. август 2025.     |
| Вања и Габријела воде напети разговор, где не штеде међусобна "чашћавања". Вања објашњава Габријели да се налазе у лошој пословној ситуацији. Када Вања крене на ручак, Габријела покушава да је заустави, али безуспешно. Ипак, "чашћавање" са обе стране није изостало. Када је Габријела прокоментарисала да ће се мушкарац са којим Вања иде на ручак "баш усрећити" Вања јој узвраћа да из ње проговара љубомора и да "хоће то од недостатка с*кса". Иван пита Вукашина шта се дешава са њим, с обзиром да му делује мало нервозно и нуди му помоћ, коју он одбија. Када је дошла у ресторан, Вања добија информацију да је Жилета одвела полиција и остаје потпуно затечена. Тамбура је са Жилетом у полицијској станици и жели да разговарају о Игору Хорвату. |              |                                                                           |                                  |                                                              |                      |
| 1505 | 154          | "Једва чекам да се осветим Жилету и Хорвату"                              | Милан Караџић и Станко Милошевић | Иван Јовановић, Нина Џувер, Стефан Андрeјић и Биљана Вујовић | 11. август 2025.     |
| Вукашин односи Гвозденово писмо Андрији у затвор, међутим, "прогнозе" нису најбоље... Драма око Андријиног хаопшења почела је негативно да се одражава на Ленкин и Алексин однос, о чему она искрено разговара са Габријелом. Тада долази и до Габријелиног признања да постоји мушкарац у њеном животу, али да не жели о томе да разговара јер не зна на чему су. Ленка јој даје предлог да га стави на тест... Мики признаје Небојши да једва чека да се освети Жилету и Игору Хорвату и због тога доноси одлуку да сарађује са полицијом. |              |                                                                           |                                  |                                                              |                      |
| 1506 | 155          | "Габријела ће да ми плати за ову издају"                                  | Милан Караџић и Станко Милошевић | Иван Јовановић, Нина Џувер, Стефан Андрeјић и Биљана Вујовић | 12. август 2025.     |
| Вукашин долази до сазнања да је Габријела "кртица" у фирми и да је у вези са Игором Хорватом. Вукашин ће ту информацију одмах поделити са Јованом и Алексом, који неће крити колико су шокирани да им Габријела ради иза леђа. Јована жели да је пријави полицији и поручује да ће јој платити за издају. Алекса у разговору са Ленком открива да је Габријела у вези са криминалцем и од ње покушава да сазна шта јој је она причала у поверењу. Вања напада Небојшу Тамбуру након сазнања да је Жиле у проблему због њега. Ближи се Панчетин рођендан, а Мидо се брине да ли ће све да испадне онако како су замислили... |              |                                                                           |                                  |                                                              |                      |
| 1507 | 156          | "Убићу га"                                                                | Милан Караџић и Станко Милошевић | Иван Јовановић, Нина Џувер, Стефан Андрeјић и Биљана Вујовић | 13. август 2025.     |
| Габријела је сатерана у ћошак... Јована позива Габријелу да дође код ње како би разговарале о послу, не слутећи да ће тамо да је сачека непријатно изненађење - Вукашин, Алекса и Јована који знају све о њеном односу са Игором. Мина и Дарко први честитају Панчети рођендан. Она неће крити колико је тужна што се нико сем њих није сетио њеног рођендана и мисли да је можда то и заслужила... Мина покушава да орасположи Панчету и предлаже јој да направи фризуру и да је нашминка, а све са циљем да буде сређена за изненађење које јој сви приређују. Жиле долази код Хорвата и говори му да ће убити Тамбуру, због којег је завршио у полицији. |              |                                                                           |                                  |                                                              |                      |
| 1508 | 157          | "Нећеш ме уништити, Андрија"                                              | Милан Караџић и Станко Милошевић | Иван Јовановић, Нина Џувер, Стефан Андрeјић и Биљана Вујовић | 14. август 2025.     |
| Организација Панчетине рођенданске прославе не иде по плану... Габријела добија отказ у магазину Дона због повезаности са Хорватом, а њему се никако неће свидети што су раскринкани и што сада сви знају где живи. Габријела је у психички лошем стању због њеног повезивања са Игором, јер је свесна да ће јој то уништити каријеру коју је годинама градила. Из Андријиног стана нестаје УСБ са важним документима, а ово сазнање тотално ће дотући Јовану Бошњак, која у бесу поручује да је Андрија неће уништити. Панчета сређена од главе до пете долази у Малдиве, не слутећи да је тамо чека рођенданско изненађење... |              |                                                                           |                                  |                                                              |                      |
| 1509 | 158          | Јована долази код Хорвата                                                 | Милан Караџић и Станко Милошевић | Иван Јовановић, Нина Џувер, Стефан Андрeјић и Биљана Вујовић | 15. август 2025.     |
| Биљана након свађе са Габријелом долази код Саре Бергер и то узрујанија него икад. Јована проналази усб који је Андрија крио од свих, а на којем се налазе подаци који су потребни Хорвату. Након тога одлази код њега како би му дала оно што тражи, јер жели да их коначно остави на миру, али и сачува магазин. Небојша се опија након сазнања да се Жаклиница верила и у алкохолисаном стању са Маријаном проводи ноћ. Међутим, изгледа да ће све да се промени када схвати да је уредио нешто што није желео... |              |                                                                           |                                  |                                                              |                      |
| 1510 | 159          | Игор Хорват бежи из земље                                                 | Милан Караџић и Станко Милошевић | Иван Јовановић, Нина Џувер, Стефан Андрeјић и Биљана Вујовић | 16. август 2025.     |
| Панчети ће изненада позлити када Милевица почне да се распитује о Миду. Јована од Хорвата добија доказе који би Андрију могли да избаве из затвора, због чега се са Алексом одмах упућује у полицијску станицу како би га ослободили. Игор Хорват пакује ствари и спрема се да побегне из Србије, а на делу га хвата Габријела, која ненајављено долази код њега. Све се одиграва након што је од Јоване добио оно што је тражио - усб са документима против Гвоздена. |              |                                                                           |                                  |                                                              |                      |
| 1511 | 160          | "Да нећемо мможда код мене?"                                              | Милан Караџић и Станко Милошевић | Иван Јовановић, Нина Џувер, Стефан Андрeјић и Биљана Вујовић | 17. август 2025.     |
| Алекса признаје Ленки да она има добар савет, али да нема потребе да му ишта говори, јер он већ све зна, али јој је и обећао да ће због њеног савета покушати да превазиђе све пословне пропусте и проблеме из канцеларијског живота. Ленки се свиђа то што чује, али ипак, као кроз шалу, провлачи да би то исто требало да уради и са приватним пропустима. Гала и Витомир имају веома занимљив разговор. Витомир је упозорава, да због своје новинарске професије, врло добро зна када неко хоће да нешто сакрије од њега, а чини му се да она то управо и покушава. Међутим, на мало и заводљив начин, саопштава јој да га заправо ложи када са њим дели тајне информације, на шта Гала узвраћа позивом код ње. Мидо у кафићу добија неочекиване госте. Жиле и Сара се састају у касним сатима. |              |                                                                           |                                  |                                                              |                      |
| 1512 | 161          | Вукашин је уперио пиштољ у Габријелу                                      | Милан Караџић и Станко Милошевић | Иван Јовановић, Нина Џувер, Стефан Андрeјић и Биљана Вујовић | 18. август 2025.     |
| Јована организује састанак и запосленима саопштава важну одлуку. Милевица је забринута за Панчету и искрено жели да се брине за њу док јој је здравље угрожено, међутим, она то одбија. Панчета никако не може да јој опрости што није била уз њу када ју је мајка избацила на улицу и када је била препуштена сама себи. Вања након колегијума шири нови трач који би могао озбиљно да угрози њено радно место ако прича дође до Јоване... Стеван сматреа да је Габријела опасна жена и верује да би она могла да ради против магазина. Габријела добија позив од Игора Хорвата, док Јована одлази у полицију и захтева да Габријела буде ухапшена. Вукашин упада наоружан у Павлов стан у којем затиче Габријелу... |              |                                                                           |                                  |                                                              |                      |
| 1513 | 162          | Габријела долази до доказа који могу да ослободе Андрију из затвора       | Милан Караџић и Станко Милошевић | Иван Јовановић, Нина Џувер, Стефан Андрeјић и Биљана Вујовић | 19. август 2025.     |
| Јована одлази у полицију и захтева од Тамбуре да ухапсе Габријелу због повезаности са Хорватом, који их је преварио. Габријела проналази начин како да изађе из ситуације у којоj се нашла због Игора Хорвата и о томе разговара са Биљаном. У разговору јој открива да је Хорват у стану заборавио фасциклу са правим доказима који могу да избаве Андрију из затвора. Наталија постаје хладна према Горану, а он јој јасно ставља до знања да му то смета. У том моменту долази до свађе у Малдивима. Боба добија позив који ће је оставити у шоку... Алекса и Вукашин су забринути за Андрију јер не знају како да га ослободе, не слутећи да се "кључ" налази у Габријелиним рукама... |              |                                                                           |                                  |                                                              |                      |
| 1514 | 163          | Габријела долази у полицију                                               | Милан Караџић и Станко Милошевић | Иван Јовановић, Нина Џувер, Стефан Андрeјић и Биљана Вујовић | 20. август 2025.     |
| Габријела добија позив из полиције и одлази на информативни разговор. Након хаоса у магазину Дона који је настао због Габријеле, запослени, а поготово Вања, спекулишу шта би могао да буде разлог због којег је Габријела добила отказ. Вања сада одлази код Јоване како би је то отворено питала, међутим, њихов разговор неће проћи најбоље. Вукашин позива Бобу, што ће њу видно изненадити с обзиром да већ неко време нису били у контакту. Витомир врши притисак на новинаре... Биљана након разговора са Игором Хорватом позива Сару и жели да закаже хитну терапију. |              |                                                                           |                                  |                                                              |                      |
| 1515 | 164          | Жиле добија нови задатак од Игора Хорвата                                 | Милан Караџић и Станко Милошевић | Иван Јовановић, Нина Џувер, Стефан Андрeјић и Биљана Вујовић | 21. август 2025.     |
| Жиле добија позив од Игора Хорвата... Гала врши притисак на Ленку да јој каже због чега је Габријела добила отказ. Вукашин посећује Андрију у затвору, а он му постављ збуњујуће питање - шта да ради кад изађе на слободу. Горан долази у магазин Дона и жели да разговара са Наталијом. Габријела са доказима који су кључни за Андријино ослобађање долази код Јоване... |              |                                                                           |                                  |                                                              |                      |